# Zagabria
Zagabria (AFI: /ʣaˈɡabrja/; in croato Zagreb, AFI: [ˈzɑːɡrɛb]; in tedesco, ai tempi dell'Impero austro-ungarico, Agram; in ungherese Zágráb) è la capitale e la maggiore  città della Croazia, con i suoi 769 944 abitanti. Il centro cittadino costituisce una delle regioni della Croazia, mentre l'area geografica intorno alla città fa parte di un'altra unità amministrativa, la Regione di Zagabria.
Zagabria è sede degli organi centrali dello Stato (il Parlamento, il Presidente della Repubblica, il Governo ed il Primo ministro, la Corte Costituzionale, la Corte Suprema) e praticamente di tutti i ministeri. È anche sede universitaria (Università di Zagabria, Università Cattolica Croata, Università Internazionale Libertas, alte scuole, politecnici) e arcivescovile metropolitana (l'arcidiocesi di Zagabria con diocesi suffraganee a Varaždin, Sisak, Bjelovar-Križevci e l'eparchia greco-cattolica a Križevci di rito bizantino).

## Geografia fisica

### Territorio

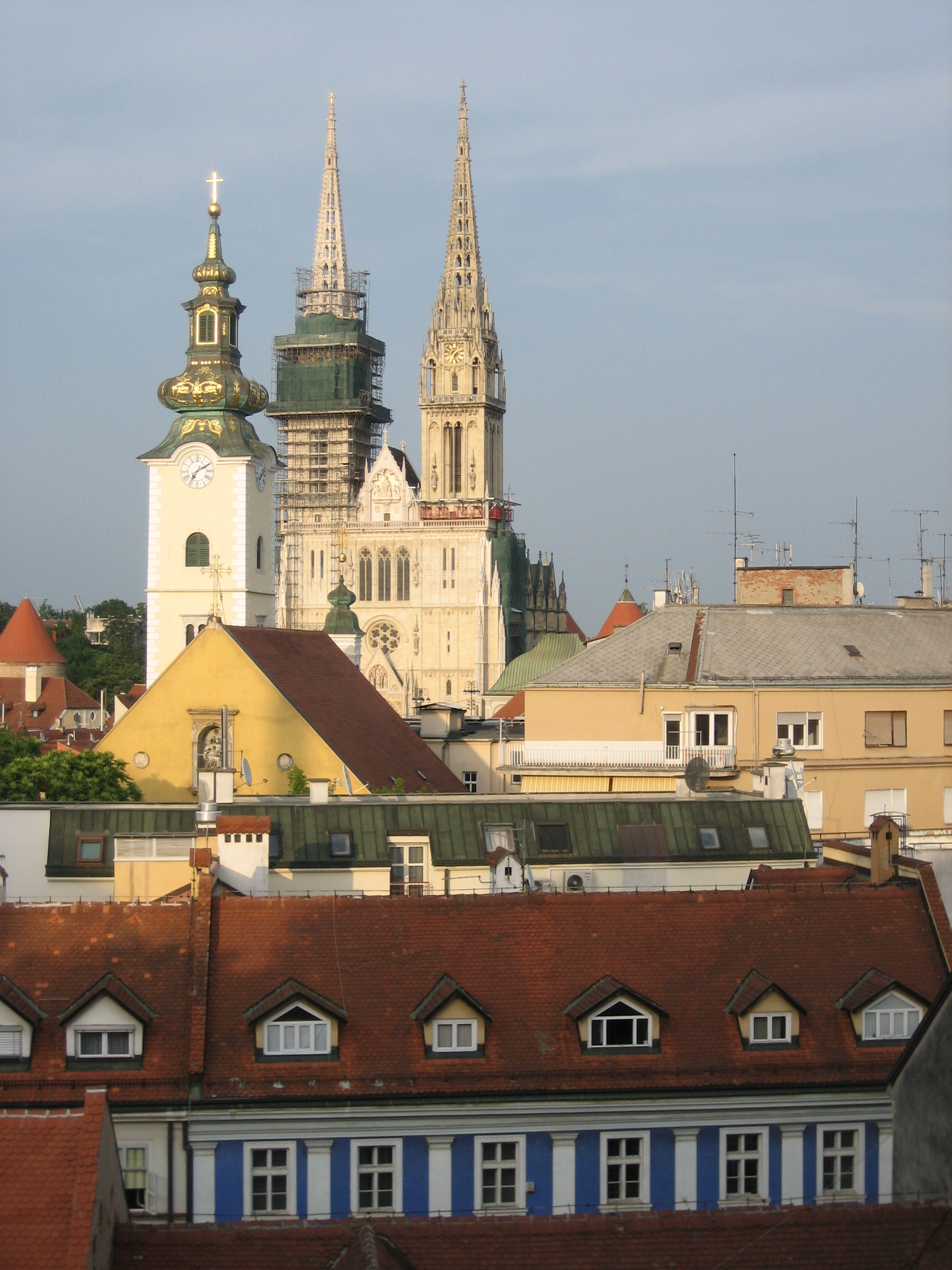
Panorama della città con vista sulla Cattedrale

Zagabria è situata a 120 m s.l.m., tra le pendici meridionali del monte Medvednica e la sponda nord della Sava.
La sua posizione favorevole, nella parte sud-occidentale della pianura della Pannonia, che si estende fino alle Alpi, ai Monti Dinarici, al Mare Adriatico e alle altre regioni della Pannonia, la rendono un punto importante di scambio per il traffico tra l'Europa centrale e l'Adriatico.
L'importanza per i commerci, la concentrazione di industrie (siderurgica, apparati elettrici, tessile, chimica, farmaceutica, lavorazione della pelle, del legno e della carta ecc.), le istituzioni scientifiche e la tradizione industriale ne determinano la predominante posizione economica.

### Clima
La città di Zagabria è collocata nella fascia del clima oceanico vicino al confine del clima continentale umido. Zagabria è caratterizzata da estati molto calde e afose e inverni freddi. La temperatura media invernale è di 1 °C (34 °F), mentre la temperatura media estiva è di 20 °C (68 °F). Durante l'autunno pioggia e nebbia sono comuni mentre la neve si presenta facilmente da dicembre fino a marzo. La temperatura più alta mai registrata sono i 40,4 °C (104,7 °F) di luglio del 1950, la più bassa venne registrata nel febbraio 1956, −27,3 °C (−17,1 °F).
| Zagabria              | Mesi  | Mesi  | Mesi  | Mesi | Mesi | Mesi | Mesi | Mesi | Mesi | Mesi | Mesi  | Mesi  | Stagioni | Stagioni | Stagioni | Stagioni | Anno  |
| Zagabria              | Gen   | Feb   | Mar   | Apr  | Mag  | Giu  | Lug  | Ago  | Set  | Ott  | Nov   | Dic   | Inv      | Pri      | Est      | Aut      | Anno  |
| --------------------- | ----- | ----- | ----- | ---- | ---- | ---- | ---- | ---- | ---- | ---- | ----- | ----- | -------- | -------- | -------- | -------- | ----- |
| T. max. media (°C)    | 3,1   | 6,1   | 11,3  | 16,4 | 21,3 | 24,6 | 26,7 | 26,2 | 22,3 | 16,2 | 9,3   | 4,4   | 4,5      | 16,3     | 25,8     | 15,9     | 15,7  |
| T. min. media (°C)    | −4,0  | −2,5  | 0,9   | 4,9  | 9,2  | 12,7 | 14,2 | 13,7 | 10,4 | 5,8  | 1,8   | −1,9  | −2,8     | 5,0      | 13,5     | 6,0      | 5,4   |
| T. max. assoluta (°C) | 19,4  | 22,2  | 26,0  | 30,5 | 33,7 | 37,6 | 40,4 | 39,8 | 34,0 | 28,3 | 25,4  | 22,5  | 22,5     | 33,7     | 40,4     | 34,0     | 40,4  |
| T. min. assoluta (°C) | −24,3 | −27,3 | −18,3 | −4,4 | −1,8 | 2,5  | 5,4  | 3,7  | −0,6 | −5,6 | −13,5 | −19,8 | −27,3    | −18,3    | 2,5      | −13,5    | −27,3 |
| Precipitazioni (mm)   | 48,6  | 41,9  | 51,6  | 61,5 | 78,8 | 99,3 | 81,0 | 90,5 | 82,7 | 71,6 | 84,8  | 63,8  | 154,3    | 191,9    | 270,8    | 239,1    | 856,1 |
| Giorni di pioggia     | 11    | 10    | 11    | 13   | 13   | 14   | 11   | 10   | 10   | 10   | 12    | 12    | 33       | 37       | 35       | 32       | 137   |

## Storia
L'area di Zagabria è stata abitata sin dal Neolitico. All'epoca romana risalgono le ben conservate vestigia di Andautonia. La storia moderna della città ricorre però solo dall'XI secolo. Nel 1094, infatti, il re d'Ungheria Ladislao eresse una sede vescovile sulla collina di Kaptol. Sulla vicina collina di Gradec si sviluppò, nel contempo, un'altra comunità, indipendente dal vescovo. I due insediamenti soffrirono l'invasione dei Mongoli del 1242. Quando il pericolo mongolo ebbe termine, il re Bela IV fece di Gradec una città regia, ossia non soggetta a signorie feudali, per attirarvi artigiani forestieri.
Durante il XIV secolo e quello successivo, Gradec e Kaptol cercarono costantemente di danneggiarsi a vicenda. Durante queste lunghe dispute, la città vescovile poteva scomunicare Gradec, che rispondeva incendiando la rivale. I due centri collaboravano solo per motivi commerciali, come le tre grandi fiere, della durata di due settimane, che si svolgevano nel corso dell'anno. Gradec e Kaptol divennero un'unica città, Zagabria, all'inizio del XVII secolo. Insieme costituiscono ora il centro culturale della capitale croata, mentre il polo cittadino degli affari e del commercio si è spostato più a sud. Dalla sede vescovile di Kaptol ha avuto origine l'odierna arcidiocesi di Zagabria. La cattedrale, dedicata a Santo Stefano d'Ungheria, conserva importanti resti artistici. Durante il XVII e il XVIII secolo Zagabria venne funestata da un incendio e dalla peste. Nel 1621 Zagabria fu scelta come sede dei viceré di Croazia. Nel 1669 fu fondata la Neoacademia Zagrabiensis, il primo ateneo della città, gestito dai gesuiti. Nel 1776 il governo venne spostato da Varaždin (Varasdino) a Zagabria e durante il regno di Giuseppe II Zagabria divenne la sede del comando generale di Varaždin (Varasdino) e Karlovac.
Durante il XIX secolo Zagabria assume ancora più importanza, nel 1862 venne aperto il primo tratto ferroviario che la collegava con Zidani Most (Slovenia) e Sisak, mentre l'anno dopo venne costruito un impianto per la lavorazione del gas. Nel 1874 l'Accademia in cui si insegnava giurisprudenza viene rifondata come Università Francesco Giuseppe con quattro facoltà. Nel 1878 venne aperto l'acquedotto. Nel 1880 la città viene colpita da un forte terremoto, molti sono gli edifici danneggiati, fra cui la cattedrale, che sarà interamente ricostruita dall'architetto Hermann Bollé e riaprirà solo 26 anni dopo. La ricostruzione dopo il sisma vede un rinnovamento urbanistico importante, con la costruzione di molti grandi edifici pubblici. Nel 1891 girano i primi tram. La costruzione della ferrovia aiutò anche l'unificazione delle due parti della città. Nel 1907 venne costruita una centrale elettrica e dopo il terremoto la città cominciò a svilupparsi.
La prima metà del XX secolo vide una grande espansione della città. I sobborghi di Stara Peščenica a est e di Črnomerec ad ovest furono eretti antecedentemente la prima guerra mondiale. Dopo la guerra i quartieri della classe lavoratrice furono costruiti tra la linea ferroviaria e il fiume Sava mentre i quartieri residenziali nelle pendici meridionali della montagna detta Medvenica. La popolazione crebbe del 70% negli anni venti, la più grande crescita demografica nella storia di Zagabria, nel 1926 la stazione Radio cominciò a trasmettere anche al di fuori della città.
Durante gli anni della seconda guerra mondiale, dal 1941 al 1945, Zagabria fu la capitale dello Stato Indipendente di Croazia retto da Ante Pavelić, leader allo stesso tempo dei croati ultra-nazionalisti detti Ustascia che promossero la pulizia etnica dello Stato contro i serbi, gli ebrei e i rom. Al termine della seconda guerra mondiale Zagabria entrò nella RFS di Jugoslavia divenendo la capitale della Repubblica Socialista di Croazia.
Dopo la guerra Zagabria registrò un'altra grande fase di crescita urbanistica. La costruzione verso sud portò alla creazione di Novi Zagreb mentre con l'espansione verso est ed ovest si incorporarono i sobborghi di Dubrava, Podsused, Jarun, Blato e altri settori. L'aeroporto internazionale venne costruito nel 1962, mentre a sud-est venne creato un grande centro industriale. Zagabria rimase all'interno della Jugoslavia fino al 1991 quando Franjo Tuđman dichiarò l'indipendenza della Croazia. La guerra che seguì tra le truppe indipendentiste e la JNA non portò gravi danni alla città anche se nel 1995 alcuni colpi di artiglieria sparati dalle truppe serbe uccisero sette civili. Nel 1995 gli accordi di pace portarono all'indipendenza della Croazia e Zagabria divenne la sua capitale.
Il 22 marzo 2020 la città è stata nuovamente colpita da un terremoto, provocando 17 feriti, danni a 26 197 edifici, 1 900 dei quali inutilizzabili. Fra gli edifici danneggiati c'è la cattedrale, di cui è crollata una guglia.

## Monumenti e luoghi d'interesse

### Edifici religiosi
- Cattedrale di ZagabriaPiazza della CattedraleArcidiocesi di ZagabriaCattedrale cattolica di Zagabria

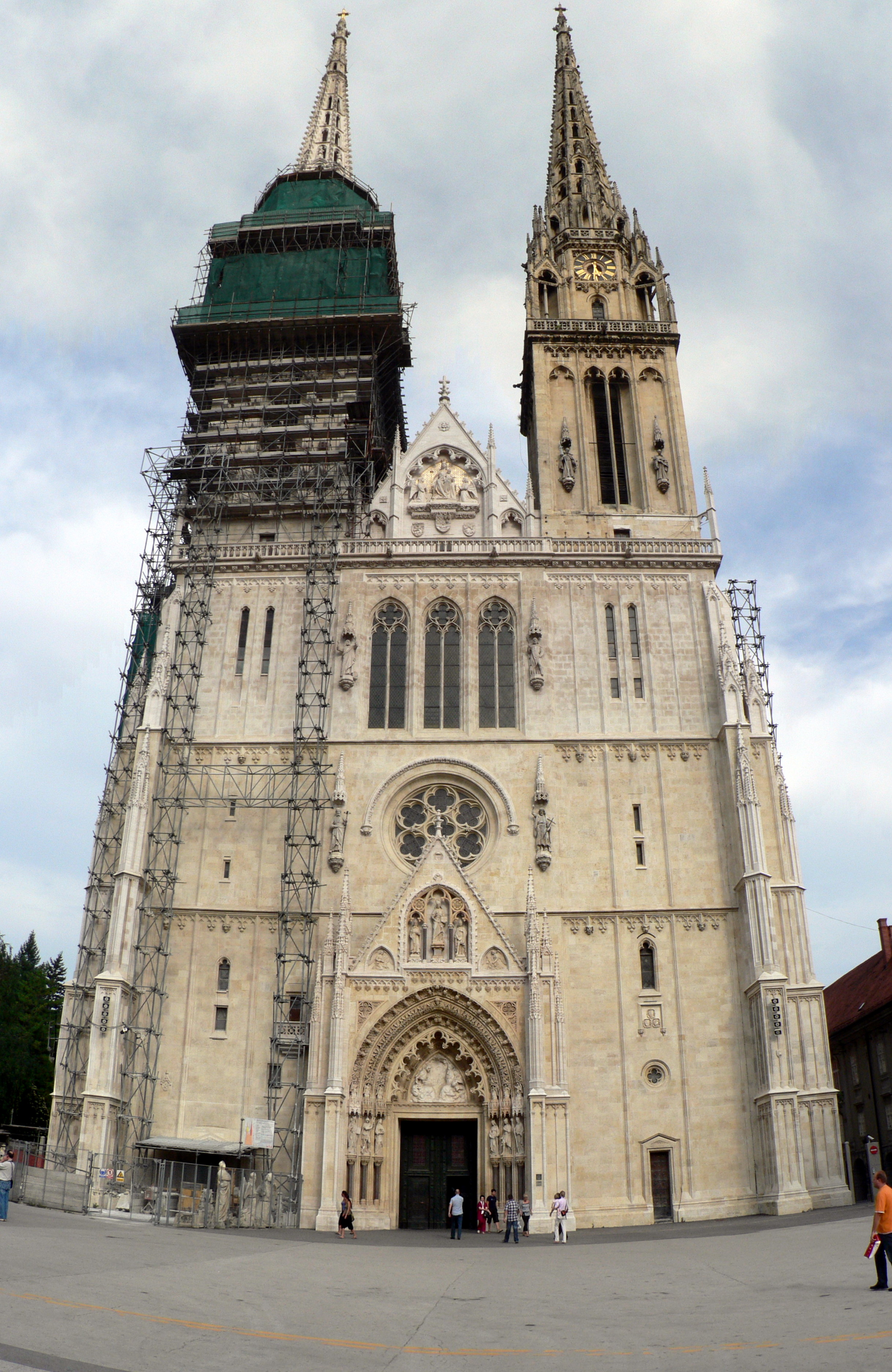
Cattedrale di Zagabria

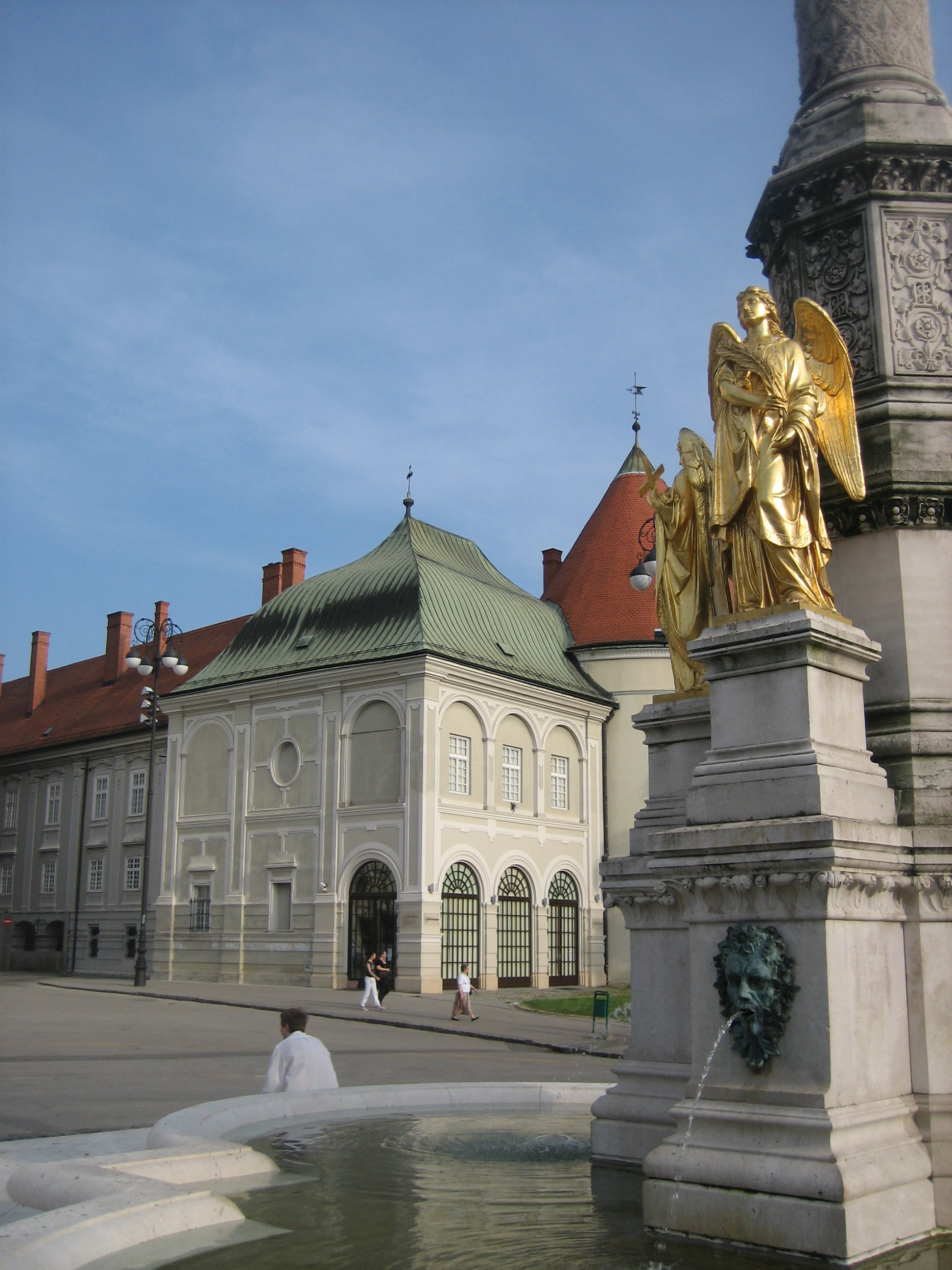
Piazza della Cattedrale

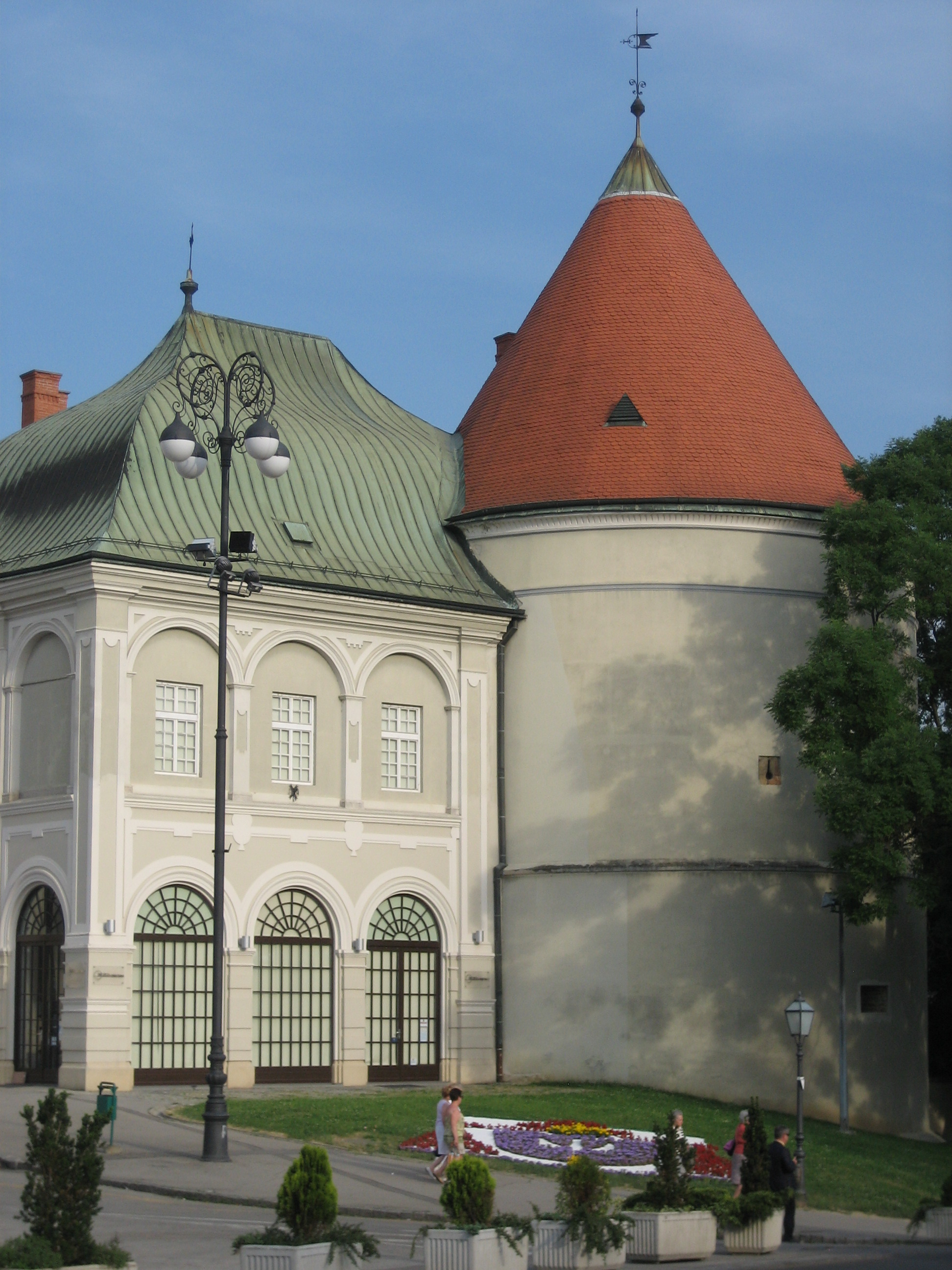
Arcidiocesi di Zagabria

Edificio in stile neogotico è considerato uno dei simboli della città di Zagabria. Dedicata all'Assunzione della Beata Vergine Maria ed ai due re santi Santo Stefano d'Ungheria e San Ladislao d'Ungheria; la chiesa è l'edificio di culto più alto del paese. I lavori di costruzione della cattedrale iniziarono nel 1093, i tatari la distrussero nel 1242. Alla fine del XV secolo i turchi ottomani invasero la Bosnia e la Croazia, furono costruite le fortificazioni intorno alla cattedrale alcune delle quali rimangono tuttora. Nel 1880 un terremoto provocò seri danni all'edificio, il restauro venne guidato dall'architetto Hermann Bollé che le diede la forma attuale.
- Chiesa di San Marco

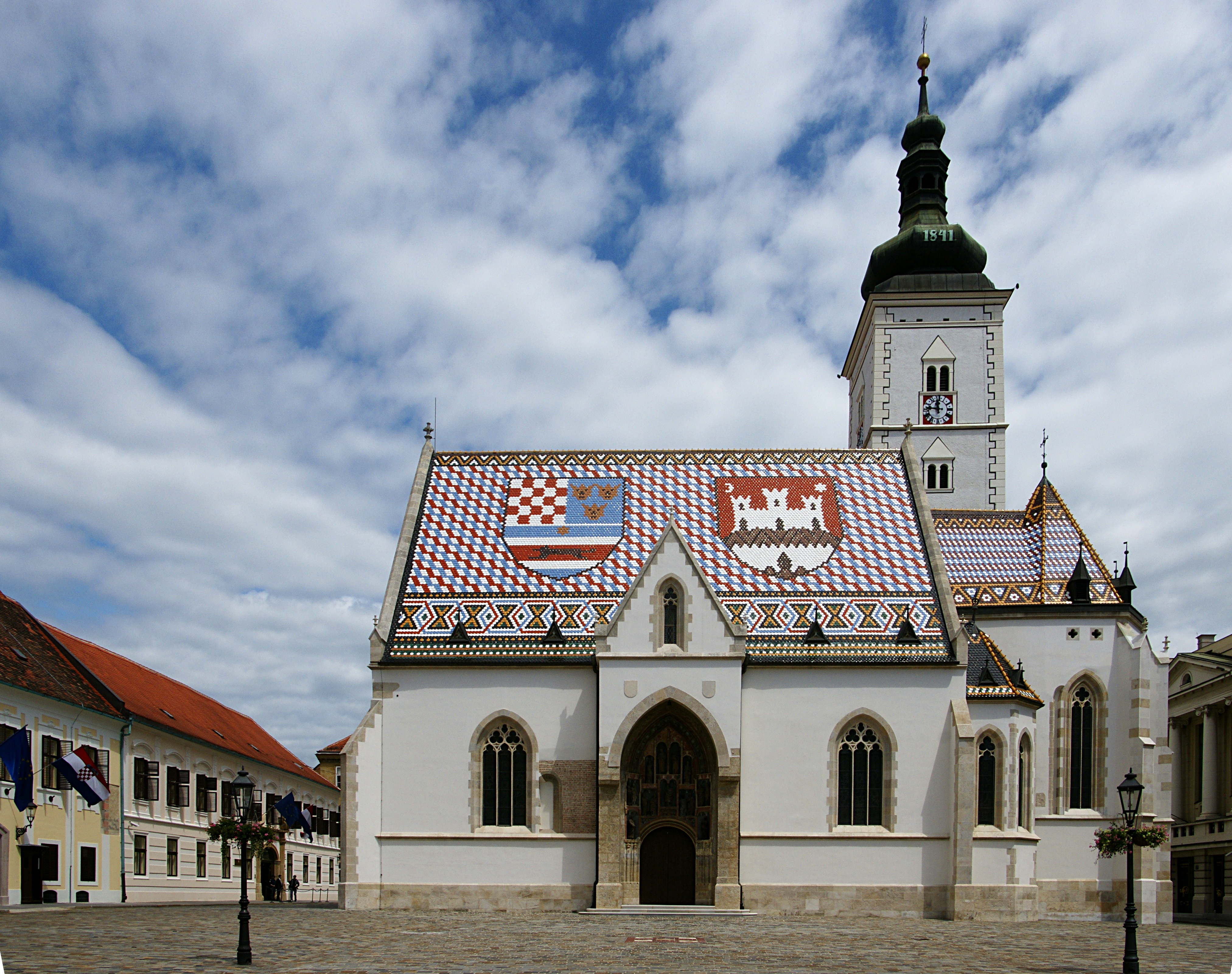
Chiesa di San Marco

La chiesa risale al XIII secolo, di cui conserva una finestra romanica sul lato meridionale e la base del campanile, mentre il portale gotico, composto da 15 figure poste in nicchie poco profonde, è stato scolpito nel XIV secolo. All'interno sono custodite due opere di Ivan Meštrović, il più famoso scultore della Croazia, e gli affreschi del pittore Jozo Kljaković. Si trova in piazza San Marco, vicino al Parlamento, il Palazzo del Governo (Banski dvori) e il Palazzo municipale vecchio, nel centro storico, politico ed amministrativo della città (la Città Alta - Gornji grad o Gradec, distretto cittadino di Gornji grad - Medveščak). La Chiesa di San Marco è uno degli edifici simbolo di Zagabria: colorata, con un tetto costruito nel 1880 con piastrelle smaltate policrome bianche, rosse e celesti, ha sul lato destro l’emblema di Zagabria mentre sul lato opposto ha lo stemma dell'asburgico Regno di Croazia, Slavonia e Dalmazia.
- Chiesa di Santa Croce

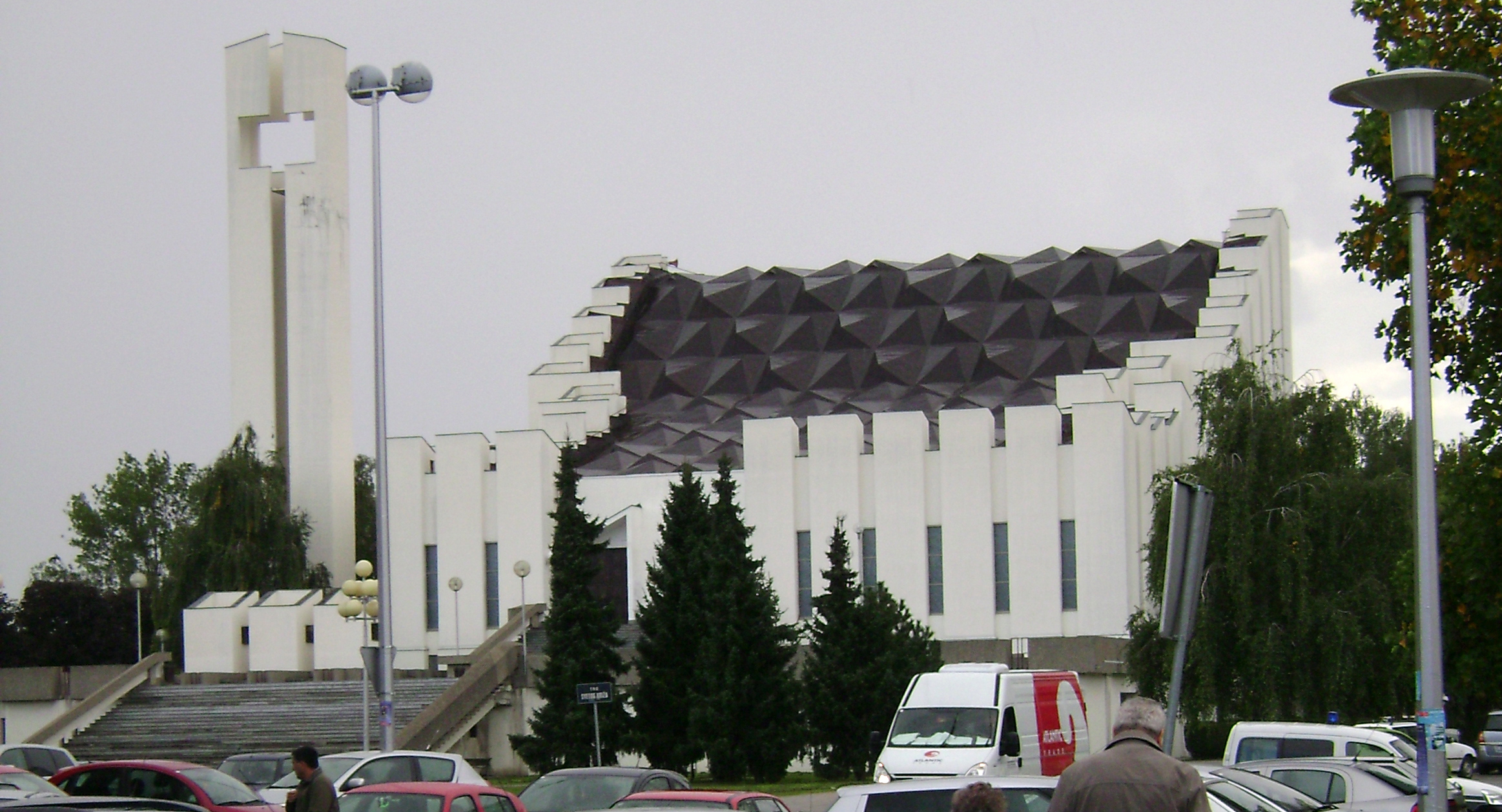
Chiesa di Santa Croce, Zagabria Nuova (Siget)

Prima chiesa in Zagabria Nuova, quartiere (distretto cittadino) di Zagabria Nuova-Ovest (Novi Zagreb-zapad, frazione di Siget), costruita nel periodo dal 1971 al 1982 in stile di funzionalismo moderno.
- Chiesa di Santa Caterina
- Cattedrale Ortodossa di Zagabria

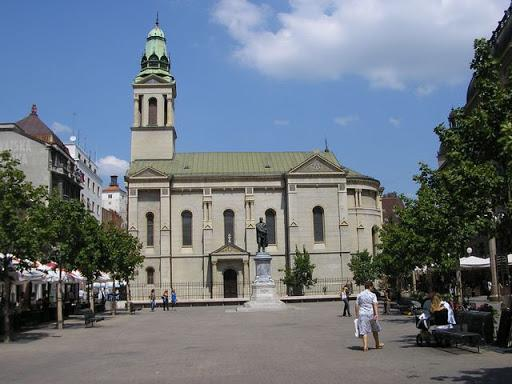
Cattedrale Ortodossa di Zagabria

Completata nel 1866 è la sede del metropolita di Zagabria e Lubiana (e fino al 2011 di tutti i serbi-ortodossi che vivono in Italia). La cattedrale è situata in piazza Petar Preradović.
- Moschea di Zagabria

- Sinagoga grande di Zagabria

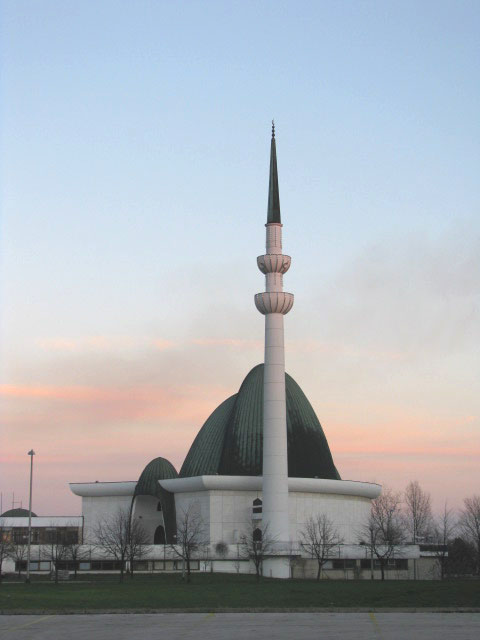
Moschea di Zagabria

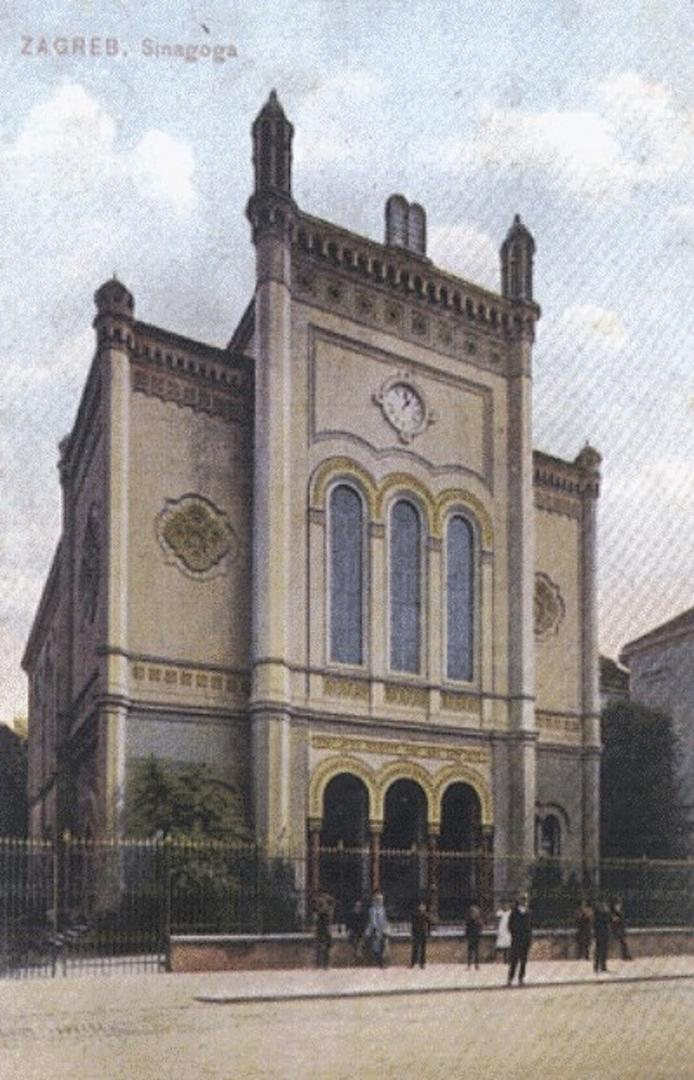
Sinagoga grande di Zagabria, distrutta nel 1941

Costruita nel 1867 in stile neomoresco era il centro della vita ebraica cittadina, in grado di contenere più di 500 persone. Nel 1941 gli ustascia la distrussero, di lei rimane solo un modellino nel museo dedicato alla città di Zagabria.

### Edifici del governo
- Parlamento croato

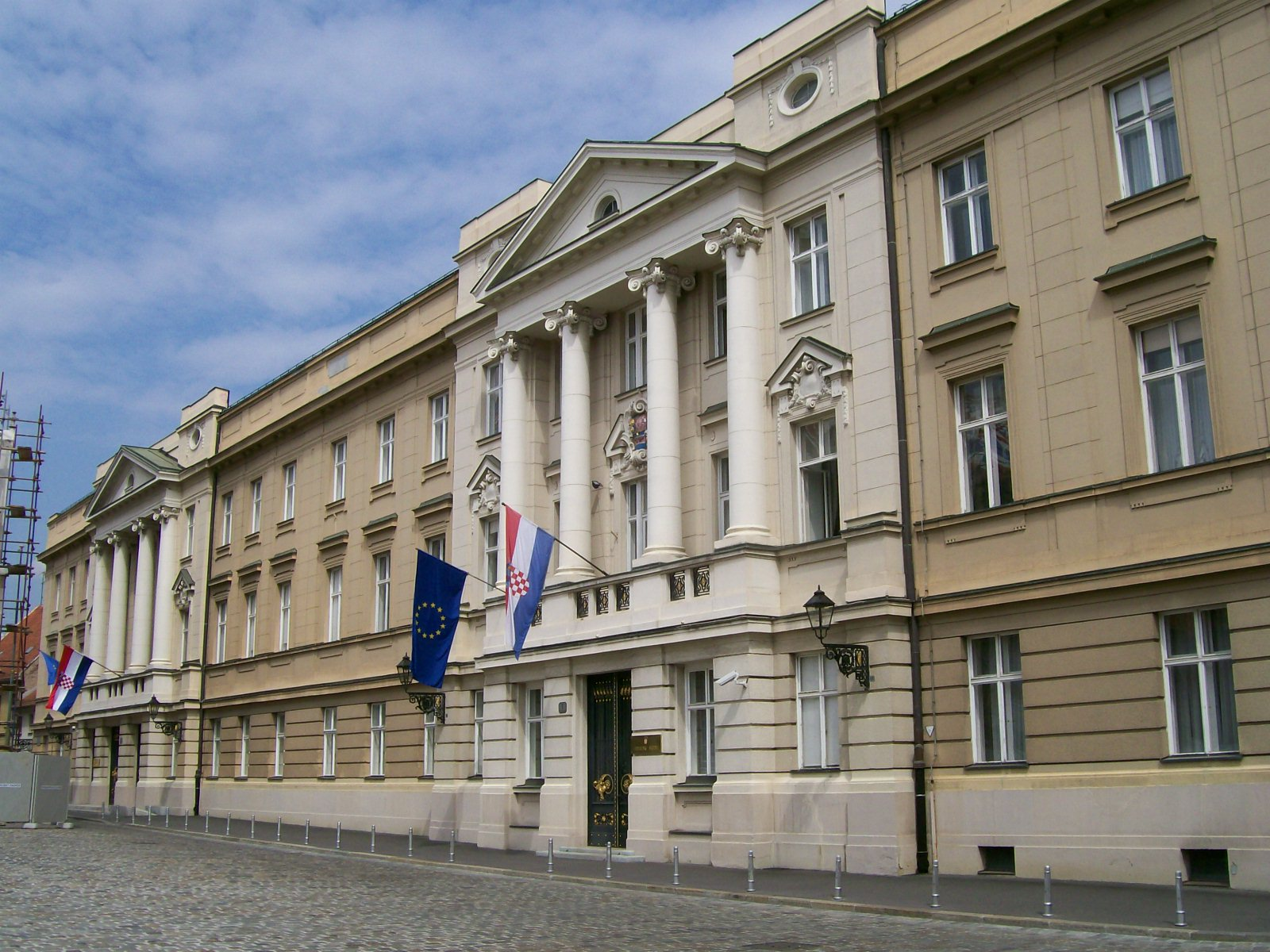
Parlamento croato (Hrvatski sabor)

Costruzione finita nel 1901. A causa del lungo processo di costruzione e ristrutturazione, l'edificio del Parlamento contiene una miscela di forme e stili di costruzione, dove sono visibili elementi di classicismo, neo-rinascimento e secessione, e oggi rappresenta un significativo monumento culturale.
- Governo della Repubblica di Croazia

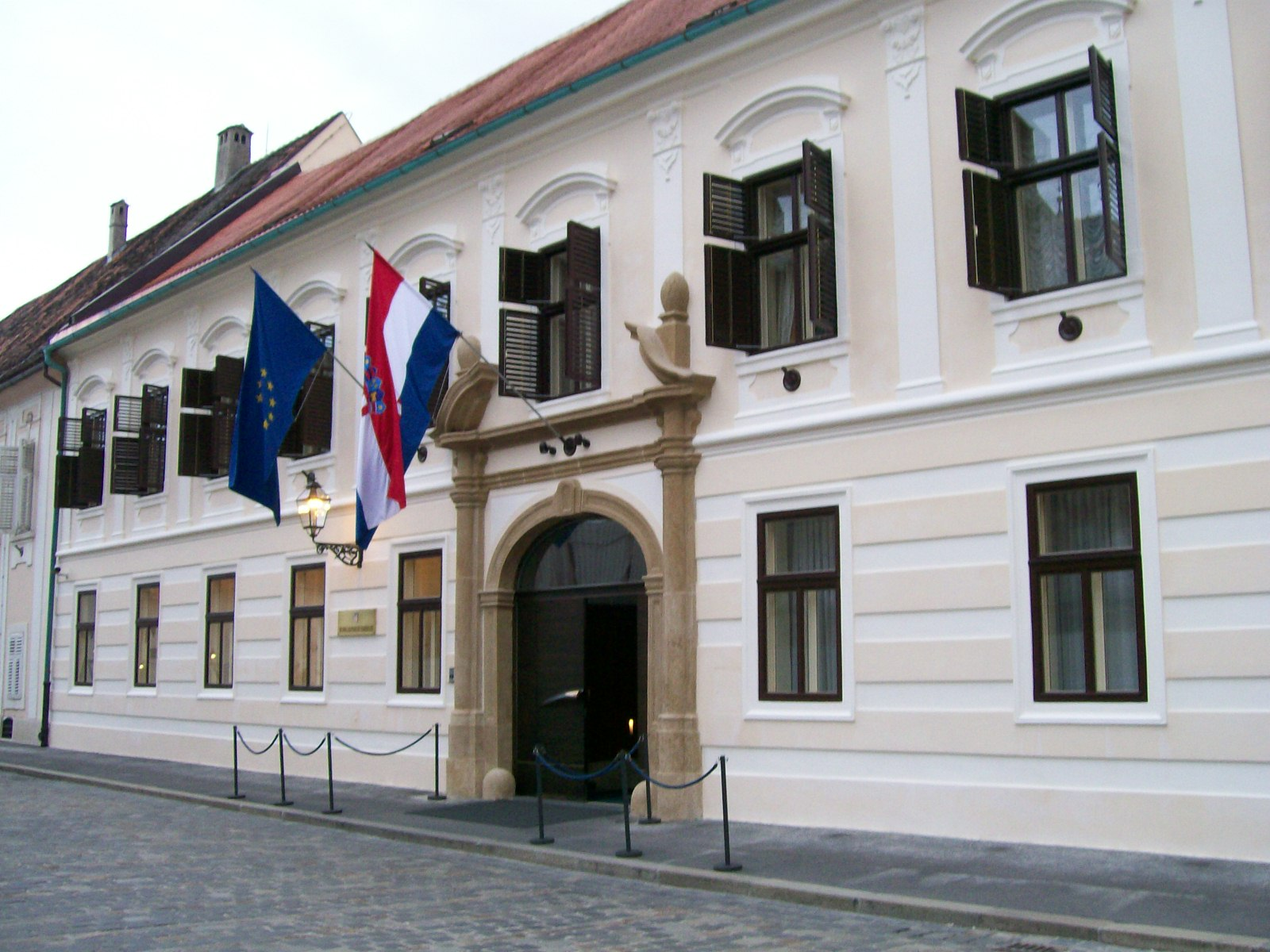
Banski dvori, sede del Governo della Repubblica di Croazia

Banski Dvori è un palazzo barocco a due piani costruito da Ignaz Gyulai nella prima metà del XIX secolo. Fu la residenza dei vicere croati dal 1809 al 1918, da cui il nome Banski dvori (Corte del bano/vicere).

## Società

### Evoluzione demografica

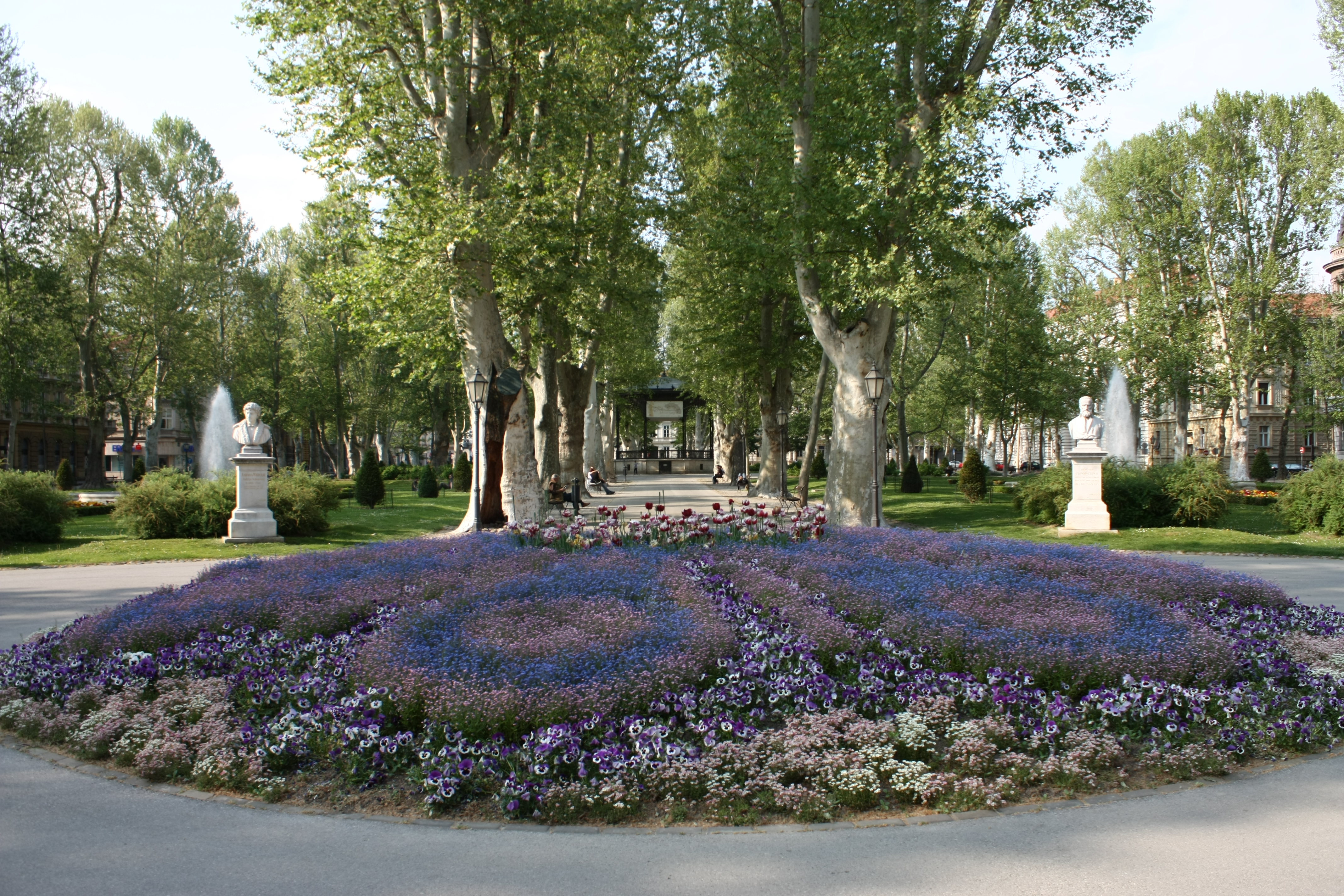
Piazza Nikola Šubić Zrinski.

Zagabria è la città più popolata della Croazia e la sua area metropolitana è l'unica, nel paese, a superare il milione di abitanti.
Nel 2001, anno dell'ultimo censimento ufficiale, la popolazione era pari a 691 724 abitanti, la popolazione stimata (2009) è di circa 705 000 abitanti.
L'area metropolitana, che comprende anche città più piccole, come Samobor, Velika Gorica e Zaprešić, raggiungeva i 1 200 000 abitanti.

### Etnie e minoranze straniere
Sempre secondo il censimento del 2001, i croati costituiscono il gruppo etnico di gran lunga maggioritario in città (sono il 91,94% della popolazione). Altri 40 066 residenti appartengono a minoranze etniche: 18 811 serbi (2,41%), 6 204 bosniaci (0,80%), 3 389 albanesi (0,43%), 3 225 sloveni (0,41%), 1 946 rom (0,25%), 1 315 macedoni (0,17%), 1 131 montenegrini (0,17%) e, a seguire, altre etnie minori.

### Religione
Nella città di Zagabria la religione più praticata è il cattolicesimo, questo perché la stragrande maggioranza della popolazione è croata e di conseguenza cattolica. Zagabria è sede metropolita della chiesa cattolica in Croazia.
La religione ortodossa è praticata dalla piccola minoranza serba. Zagabria è sede di un metropolita molto importante perché punto di riferimento anche per la città di Lubiana e per tutti i serbi che abitano in Slovenia.
Gli abitanti di religione islamica sono soprattutto albanesi, rom e bosniaci.
Prima della seconda guerra mondiale a Zagabria aveva sede anche una numerosa comunità ebraica di origine sia sefardita che aschenazita ben integrata nella società. Nel 1940 gli ebrei di Zagabria erano 11 000. Le persecuzioni degli Ustascia (che colpirono moltissimo anche i serbi) estinsero quasi del tutto la comunità. Oggi si stima che gli ebrei di Zagabria siano intorno ai 1 500.

## Cultura

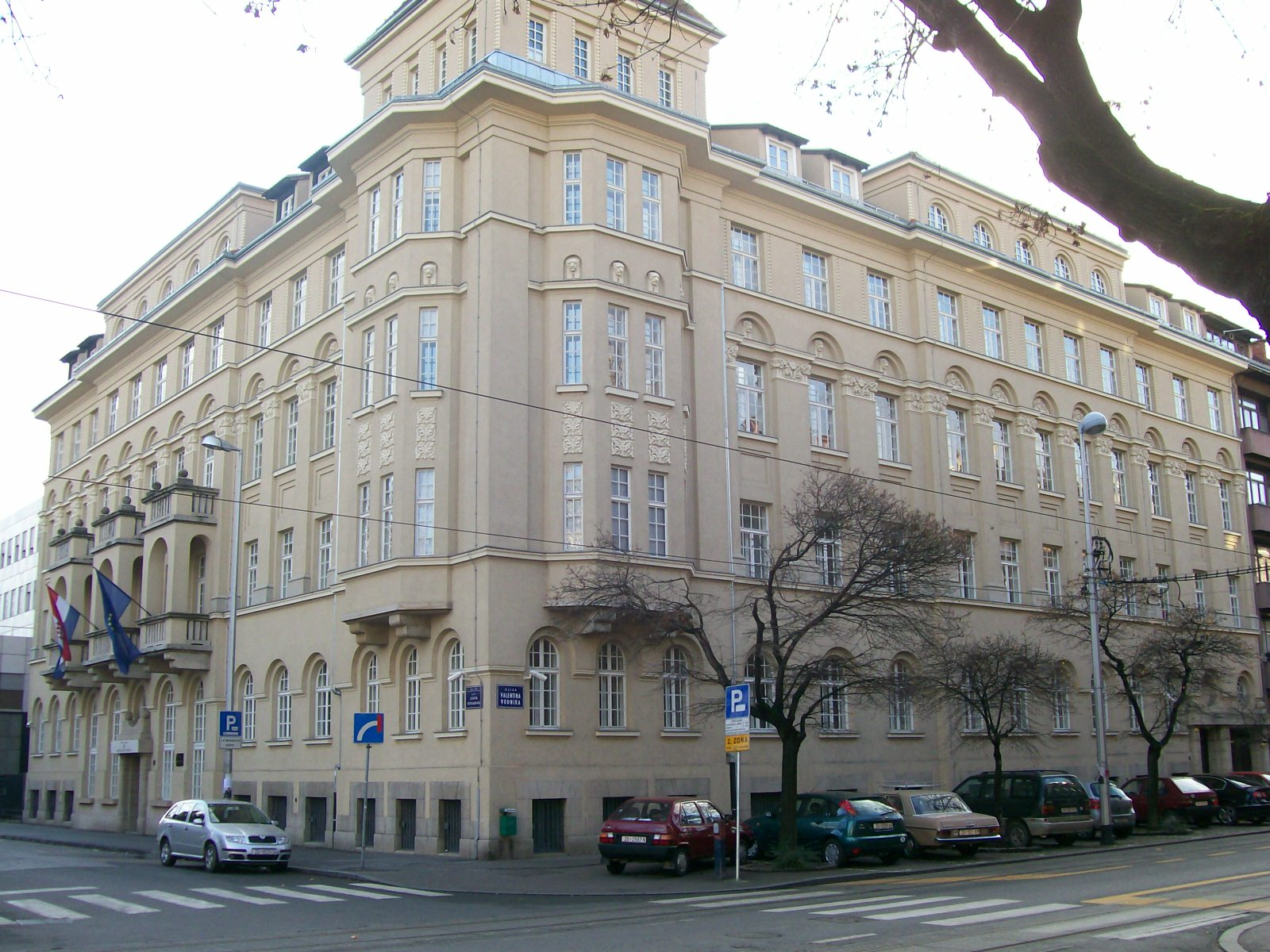
Ministero della Cultura

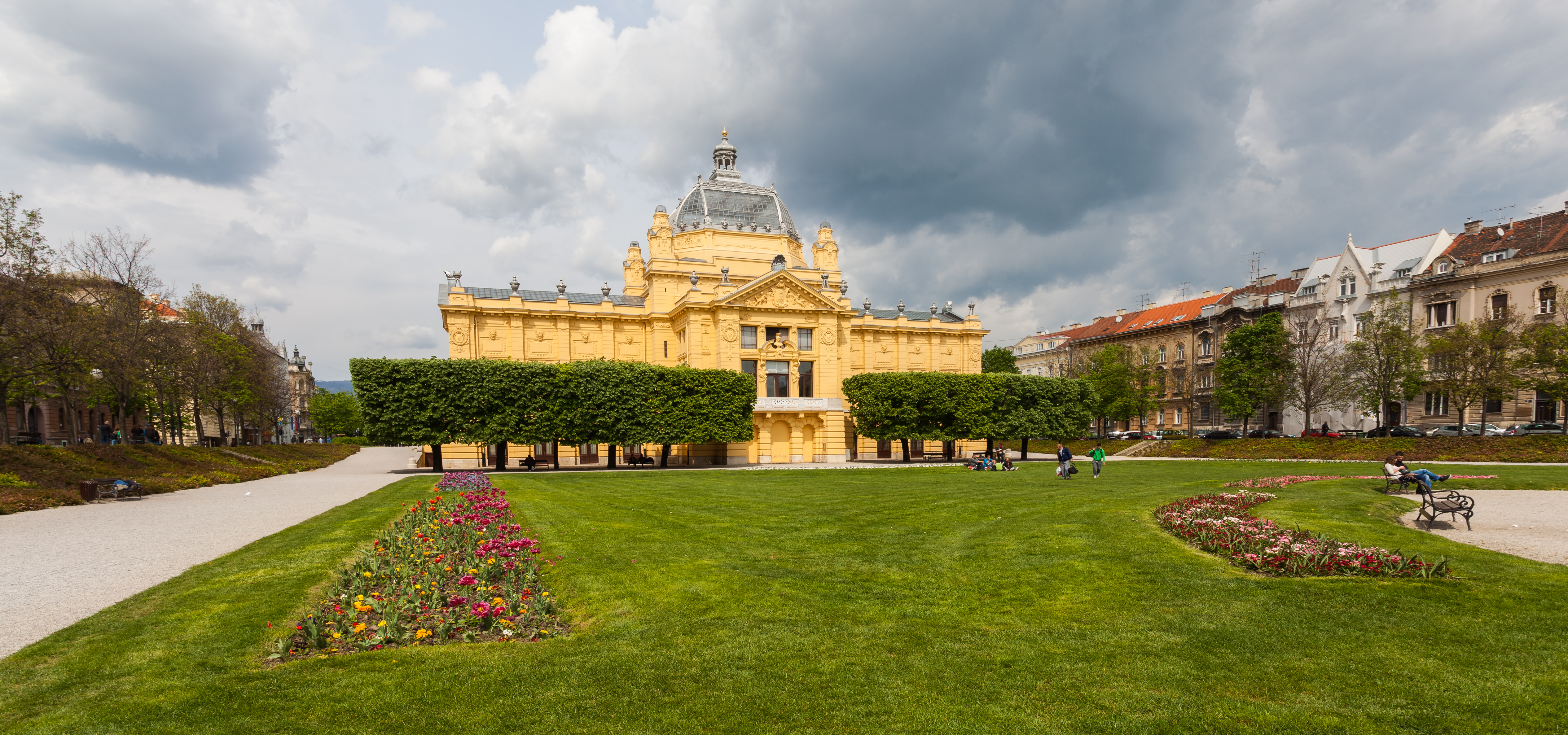
Padiglione d'arte

### Università e accademie

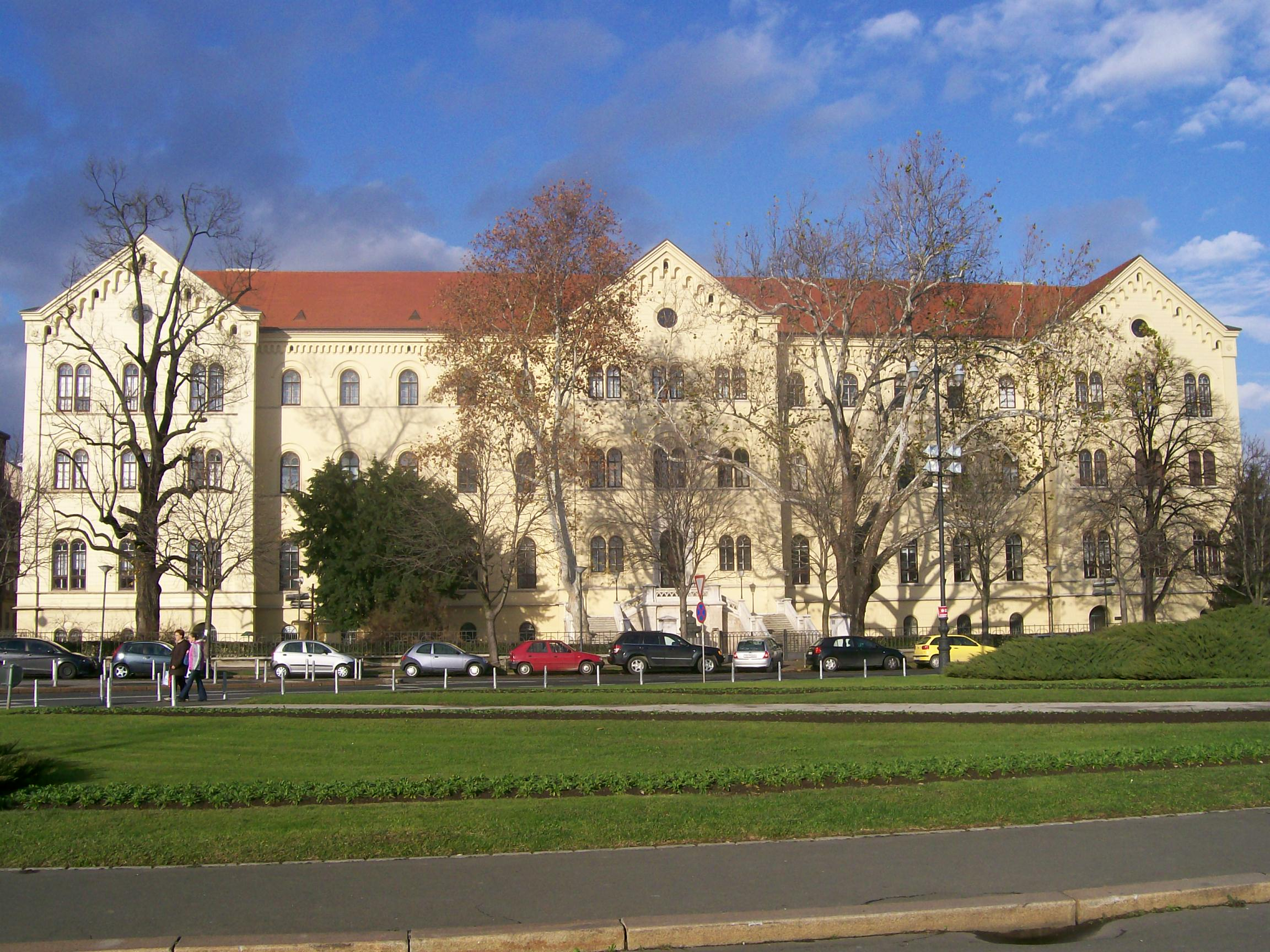
Rettorato e Facoltà di Giurisprudenza dell'Università di Zagabria.

L'Università di Zagabria è stata fondata nel 1874, sulla base di un precedente collegio gesuitico, poi Regia academia delle scienze di Zagabria.
Zagabria è anche sede dell'Accademia croata delle Scienze e delle Arti.

### Biblioteche
- Biblioteca nazionale ed universitaria di Zagabria

### Musei

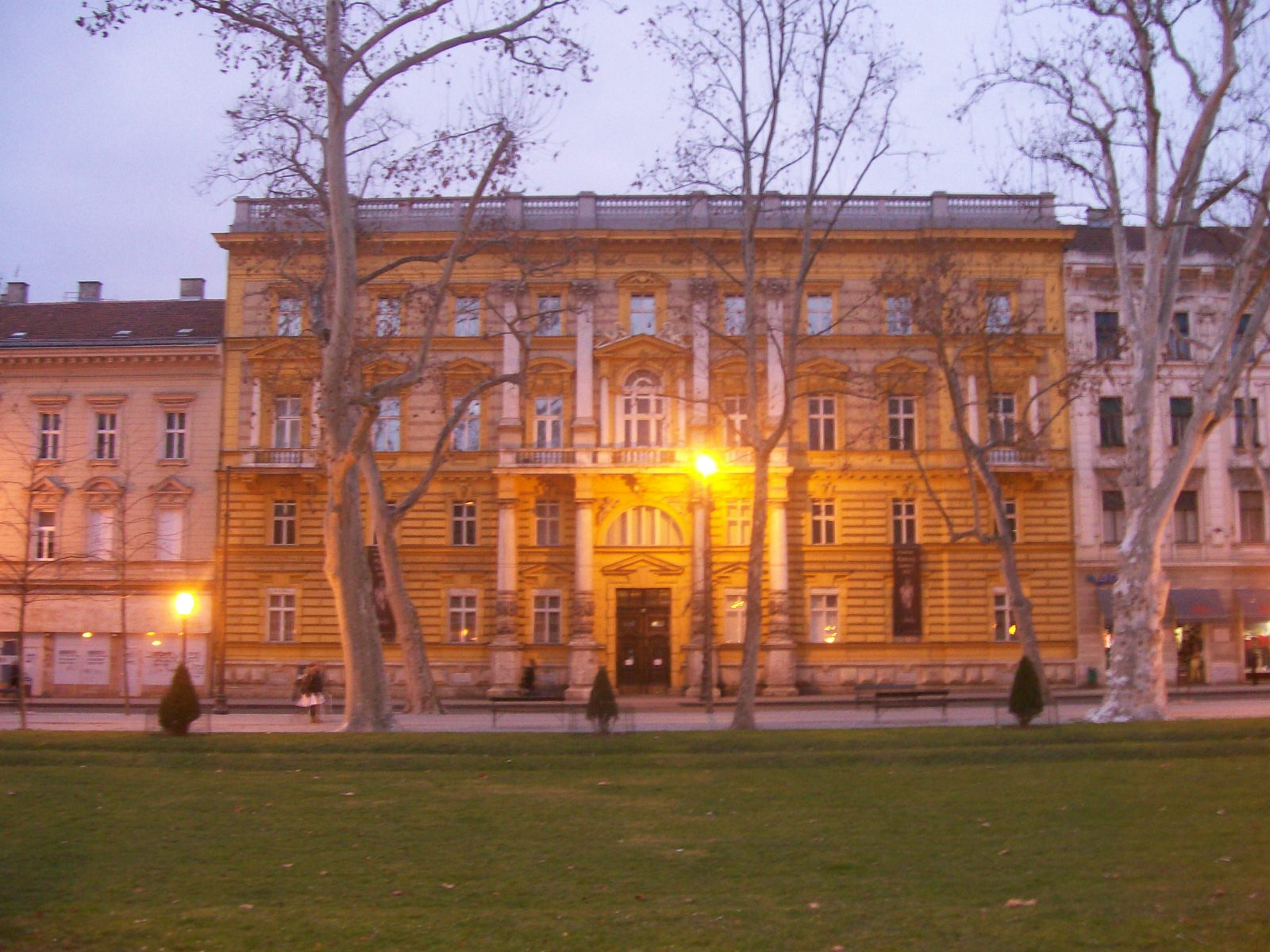
Museo Archeologico

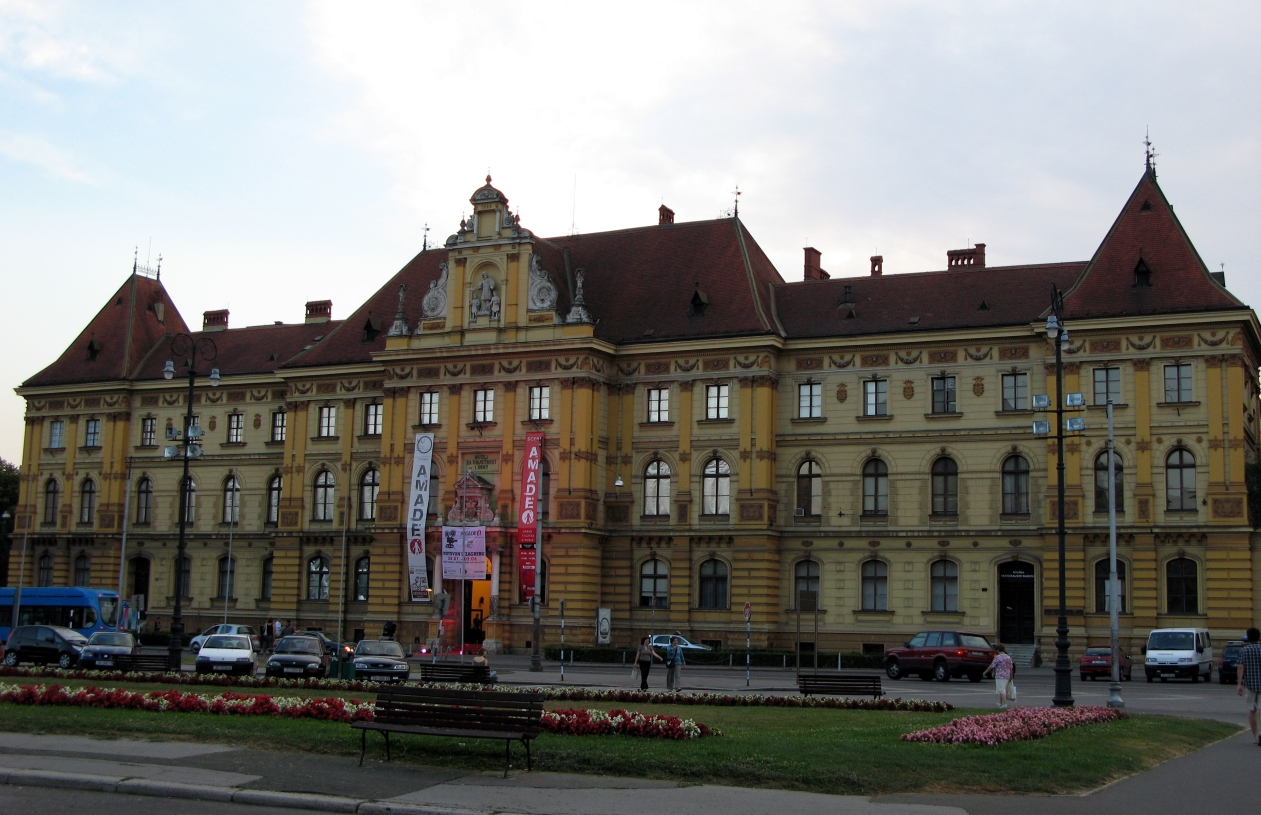
Museo dell'Arte e dell'Artigianato

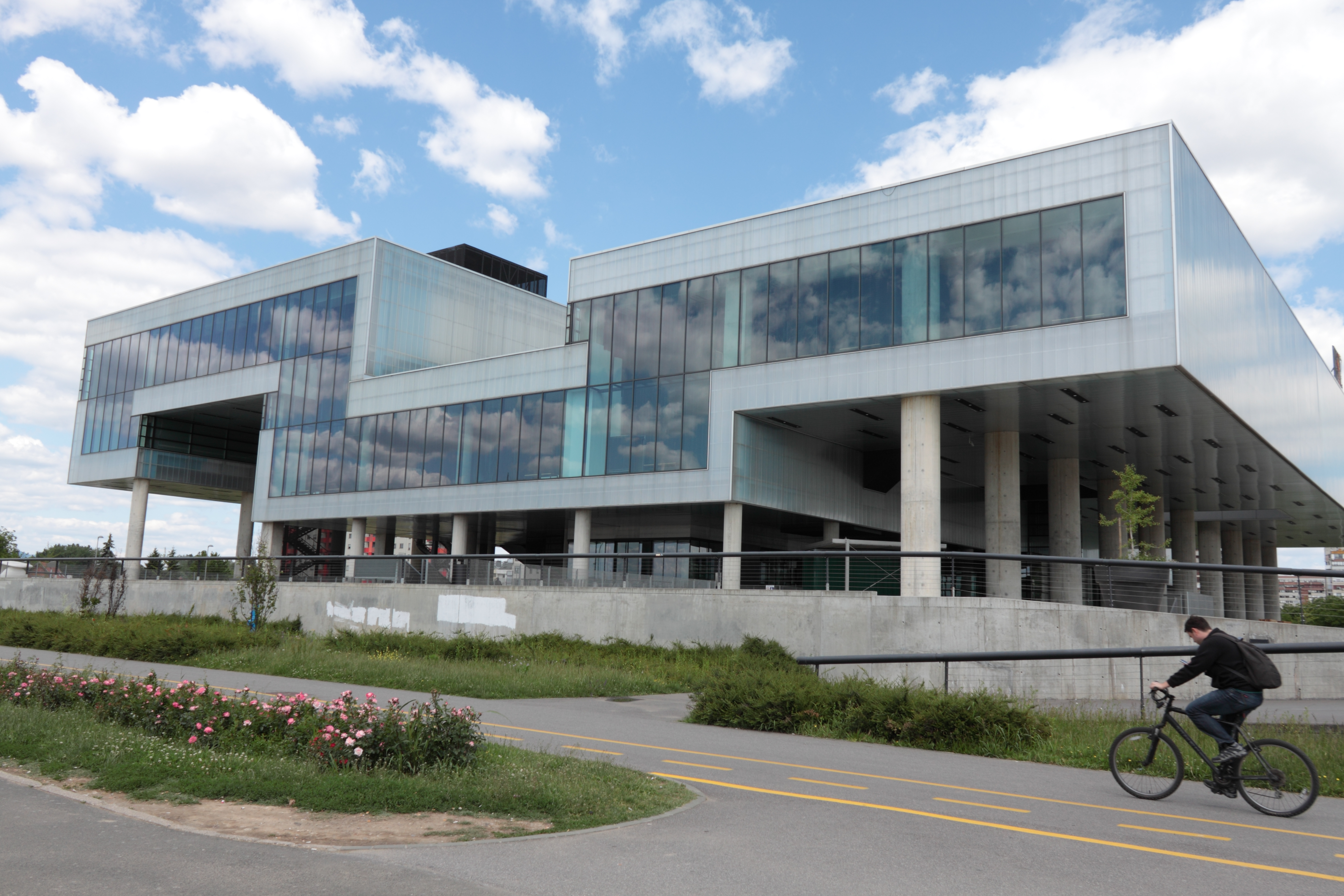
Museo d'Arte Contemporanea

- Galleria Strossmayer di Antichi Maestri: Collezione di opere d'arte fondata dal vescovo Josip Juraj Strossmayer. La galleria è allestita all'interno del palazzo dell'Accademia delle Scienze e delle Arti di Zagabria e contiene diverse opere riguardanti soprattutto il Rinascimento italiano.
- Museo archeologico: Il museo contiene al suo interno quasi 400 000 reperti provenienti sia dalla Croazia che da altre regioni del globo. Tra i pezzi più importanti si possono ricordare: la collezione egizia, la mummia di Zagabria e la collezione numismatica.
- Galleria d'arte moderna: istituita nel 1905, la galleria ospita la più completa collezione di dipinti, sculture e disegni di artisti croati del XIX e XX secolo.
- Museo croato di storia naturale: Museo estremamente importante per quanto riguarda reperti dell'uomo di Neandertal; molti di questi resti sono stati recuperati vicino alla città di Krapina. Il museo contiene al suo interno più di 250 000 reperti.
- Museo della Tecnologia: Istituito nel 1954, il museo contiene molti macchinari come aeroplani, automobili ed equipaggiamenti; alcuni di questi pezzi risalgono al 1830. Tra le varie sezioni del museo una è dedicata al fisico Nikola Tesla.
- Museo della Città di Zagabria: Museo istituito nel 1907 dedicato alla storia della città di Zagabria dal periodo romano fino a quello moderno. Vi sono collezionati 75 000 reperti.
- Museo dell'Arte e dell'Artigianato: Museo creato per conservare la memoria delle tradizioni e dell'arte croata prima dell'epoca industriale. Fondato nel 1880.
- Museo Etnografico: Museo che conserva al suo interno il retaggio etnografico della Croazia dividendo la sua collezione su base geografica: Adriatico, Alpi Dinariche e la Pannonia.
- Museo storico croato: Museo fondato nel 1846. Possiede raccolte archeologiche, documentali, cartografiche, artistiche, numismatiche, fotografiche, cinematografiche, araldiche, sfragistiche, militari e altre.[11]
- Museo Mimara: Museo artistico che va dalla preistoria fino al XX secolo. Al suo interno vi sono opere di artisti come Raffaello, Caravaggio, Antoon van Dyck, Goya, Renoir.
- Museo croato di Arte naïf: Importante museo a livello mondiale dell'Arte naïf. Al suo interno sono conservate ben 1 500 opere (pitture, sculture, disegni) naïf soprattutto di artisti croati ma anche stranieri. Il museo organizza eventi come retrospettive e incontri, sempre riguardanti l'arte naïf.
- Museo d'arte contemporanea: Nato nel 1954 come galleria civica di Arte contemporanea nel palazzo Kulmer a Gornji Grad (Città Alta o Gradec), nel 1998 fu spostato nel moderno edificio progettato dall’architetto Franić nel quartiere (distretto cittadino) di Novi Zagreb (Zagabria Nuova). Dopo 6 anni di lavori, il museo ha aperto i battenti nel dicembre del 2009. L’edificio ha una superficie totale di 14 600 metri quadrati, di cui 3 500 riservati all’esposizione permanente composta da 600 pezzi. Contiene opere d'arte contemporanee di artisti croati e stranieri.
- Museo delle relazioni interrotte: Innovativo dedicato alle storie d'amore terminate, aperto nel 2011.

### Teatri
- Teatro nazionale croato

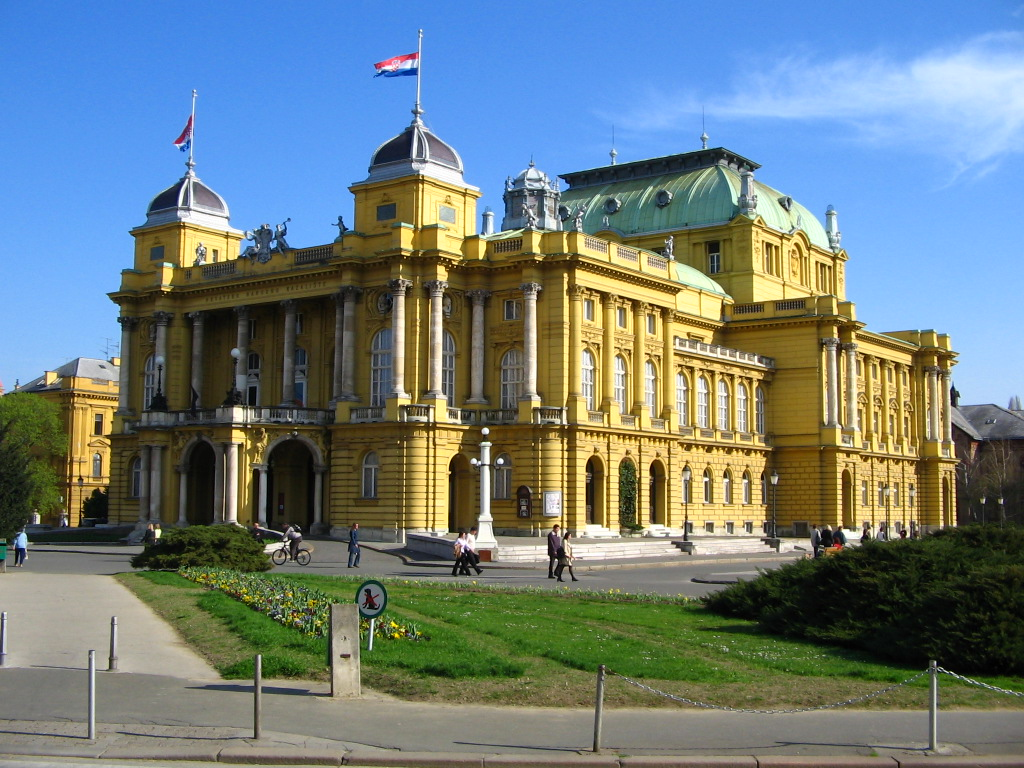
Teatro nazionale croato di Zagabria

Inaugurato per la prima volta nel 1840, il Teatro nazionale croato di Zagabria, ovvero il teatro dell'opera, ha assunto la forma attuale nel 1895 quando l'imperatore Francesco Giuseppe diede a Ferdinand Fellner ed Hermann Helmer il compito di rinnovarlo. I più importanti artisti croati hanno lavorato nel teatro, come il direttore Ivan Zajc o la ballerina Mia Čorak Slavenska. Il teatro, che si trova in piazza della Repubblica di Croazia, ha ospitato anche artisti internazionali come Laurence Olivier, José Carreras, Mario Del Monaco e Sarah Bernhardt.
- Sala da concerto Vatroslav Lisinski

La sua costruzione è iniziata nel 1961 ma a causa di problemi finanziari è stata completata solo nel 1973. L'edificio è in grado di ospitare 1 841 persone nella sala grande e 305 nella sala piccola. L'impianto organizza concerti, opere teatrali e convegni internazionali. In particolare è la sede abituale dell'Orchestra Filarmonica di Zagabria.
- Teatro Gavella

### Festival
- Zagabria Film Festival
- Festival Internazionale del Cartone Animato di Zagabria
- ZagabriaDoc
- Inmusic Festival

## Geografia antropica

### Suddivisioni amministrative

#### Quartieri (distretti cittadini)

Distretti di Zagabria

La Città di Zagabria è divisa in 17 quartieri o distretti cittadini (gradske četvrti, simili alle circoscrizioni comunali italiane, ma avendo personalità giuridica). Gli organi dei quartieri sono il consiglio del quartiere, eletto dai cittadini residenti, ed il presidente dello stesso, eletto da e fra i suoi membri. I quartieri sono ulteriormente suddivisi in 218 comitati locali (simili alle frazioni delle circoscrizioni).
I quartieri (distretti cittadini) sono:
| Numero | Quartiere             | Superficie (km²) | Popolazione (cens 2001) | Densità (ab./km²) |
| ------ | --------------------- | ---------------- | ----------------------- | ----------------- |
| 1      | Donji Grad            | 3,01             | 45 108                  | 14 956,2          |
| 2      | Gornji Grad-Medveščak | 10,12            | 36 384                  | 3 593,5           |
| 3      | Trnje                 | 7,37             | 45 267                  | 6 146,2           |
| 4      | Maksimir              | 14,35            | 49 750                  | 3 467,1           |
| 5      | Peščenica-Žitnjak     | 35,30            | 58 283                  | 1 651,3           |
| 6      | Novi Zagreb - Istok   | 16,54            | 65 301                  | 3 947,1           |
| 7      | Novi Zagreb-Zapad     | 62,59            | 48 981                  | 782,5             |
| 8      | Trešnjevka-Sjever     | 5,83             | 55 358                  | 9 498,6           |
| 9      | Trešnjevka-Jug        | 9,84             | 67 162                  | 6 828,1           |
| 10     | Črnomerec             | 24,33            | 38 762                  | 1 593,4           |
| 11     | Gornja Dubrava        | 40,28            | 61 388                  | 1 524,1           |
| 12     | Donja Dubrava         | 10,82            | 35 944                  | 3 321,1           |
| 13     | Stenjevec             | 12,18            | 41 257                  | 3 387,3           |
| 14     | Podsused-Vrapče       | 36,05            | 42 360                  | 1 175,1           |
| 15     | Podsljeme             | 60,11            | 17 744                  | 295,2             |
| 16     | Sesvete               | 165,26           | 59 212                  | 358,3             |
| 17     | Brezovica             | 127,45           | 10 884                  | 85,4              |
| Totale | Totale                | 641,43           | 779 145                 | 1 214,9           |

## Economia
Gran parte dell'industria croata è concentrata a Zagabria. Nell'area cittadina sono presenti, tra l'altro, industrie metallurgiche, chimiche e farmaceutiche (Pliva), tessili, delle apparecchiature elettriche, del legno e della carta.
Essendo Zagabria la capitale del paese, una percentuale notevole della popolazione è impiegata nei servizi amministrativi.
La città è relativamente ricca, considerando la condizione media dell'Europa orientale. Redditi e prezzi sono però ancora bassi, anche se paragonati ai minimi livelli occidentali. Zagabria comunque ha il più alto Prodotto interno lordo per persona di tutta la Croazia, nel 2005 era di 19132 $ mentre nel resto del paese era di 10401 $.
Il 34% delle compagnie croate ha la sede principale a Zagabria e il 38,4% della forza lavoro croata lavora a Zagabria.
Nel 2005 il tasso di disoccupazione a Zagabria è attestato attorno all'8%, la metà di quello nazionale.

### Turismo

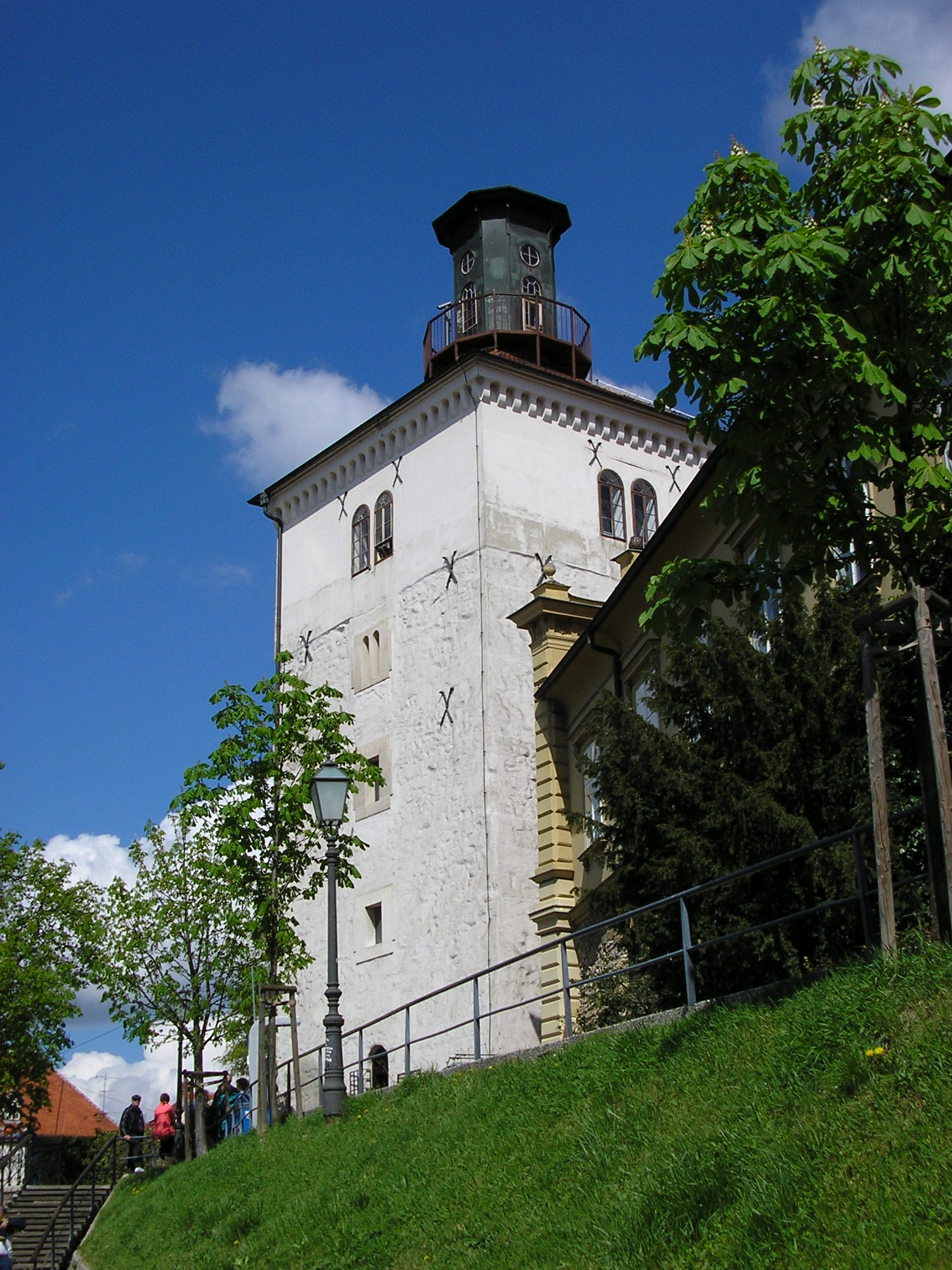
Torre di Lotrščak

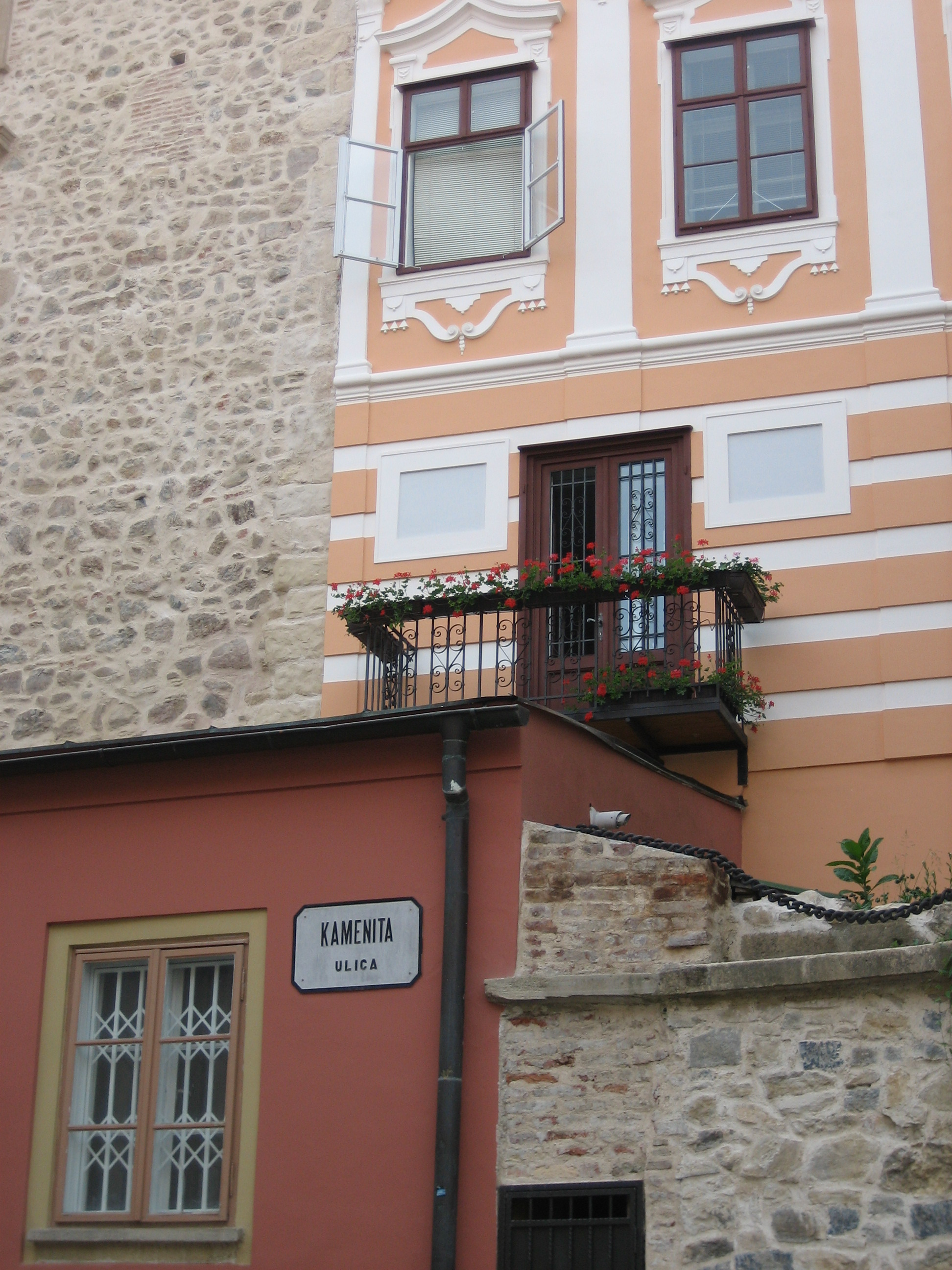
La Via Kamenita Ulica

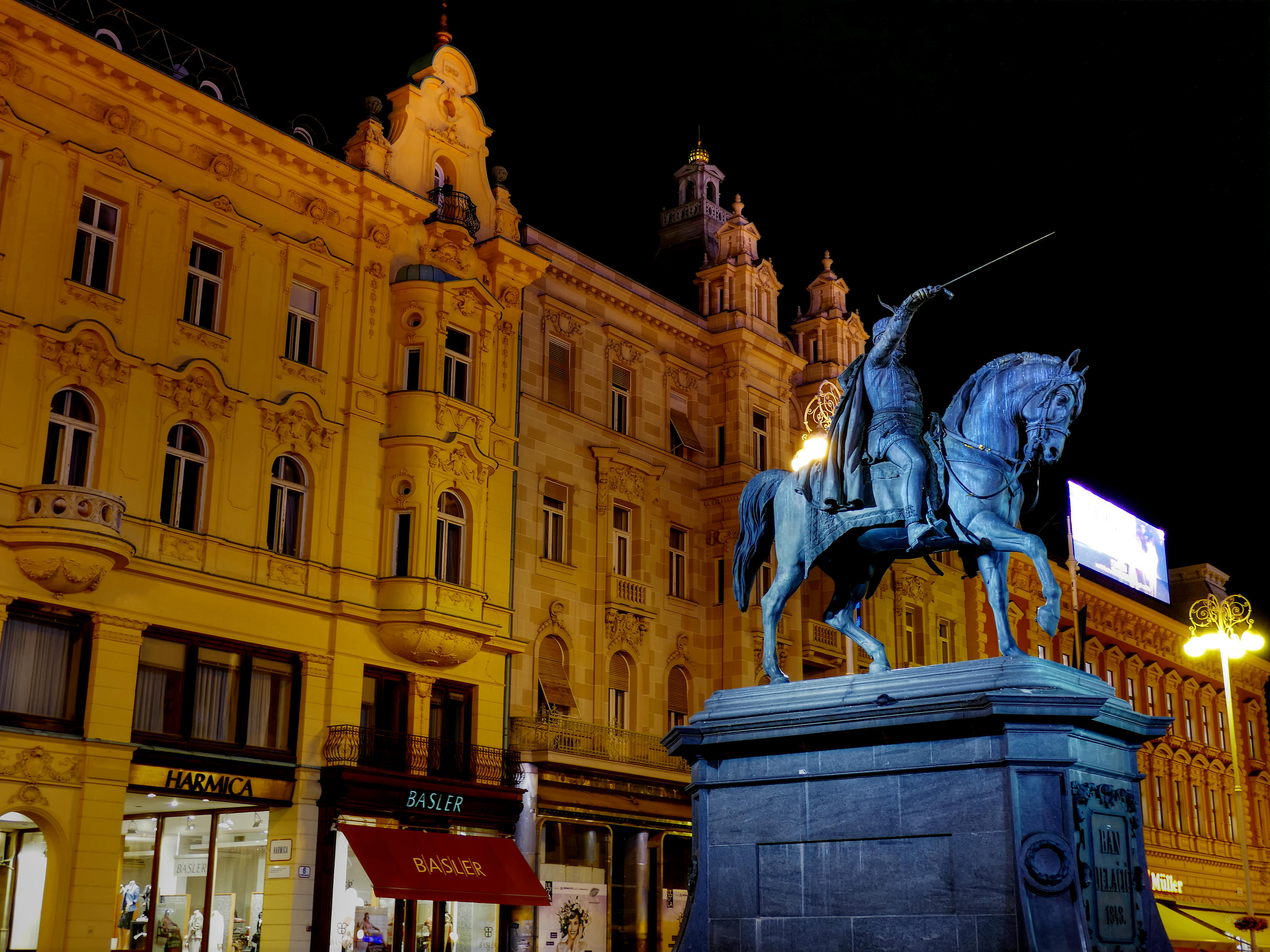
Piazza Ban Jelačić

Zagabria è un importante centro turistico, non solo perché punto di passaggio per raggiungere la costa della Dalmazia ma anche per quello che offre. Dopo la seconda guerra mondiale Zagabria ha attratto molti turisti, provenienti in particolar modo dall'Austria, dalla Germania e dall'Italia, anche se molti non transitano per la capitale per dirigersi direttamente verso la costa.
La parte antica della città si trova in collina a nord della piazza Ban Jelačić all'interno dei distretti di Gornji Grad (città alta), Donji Grad (città bassa) e Kaptol. La parte vecchia ha un impianto medievale con chiese, palazzi, musei, gallerie e sedi del governo e parlamento. La sua visita può essere effettuata a piedi, con la funicolare o con i bus turistici.
Tra i tanti luoghi turistici si possono ricordare: la torre di Lotrščak, una torre fortificata risalente al XIII secolo situata a Gornji grad che serviva per difendere l'ingresso sud. A Gornji Grad si tiene il Dolac, il mercato agricolo. Vicino al Dolac si trova piazza Ban Jelačić, risalente al XVII secolo, con il monumento equestre del bano Josip Jelačić, circondata da palazzi eleganti è considerata il centro della città di Zagabria. Molto importante è anche la piazza di San Marco al centro della quale si trova la chiesa di San Marco, ai lati opposti si trovano il palazzo del parlamento croato e il palazzo del governo croato. Il palazzo presidenziale si trova a Gornji Grad ed è stato costruito nel 1962 su ordine di Tito.
Al di fuori del centro cittadino è possibile vedere la montagna di Medvenica con l'antica fortezza detta Medvedgrad, il fiume Sava, il lago di Jarun, il lago di Bundek.

## Infrastrutture e trasporti

### Trasporto aereo
Zagabria è dotata di tre aeroporti, dei quali solo uno ha funzione di trasporto civile.
L'Aeroporto Internazionale di Zagabria (ufficialmente: Aeroporto Internazionale di Zagabria dr. Franjo Tuđman), chiamato anche Aeroporto Pleso, è il più grande di Zagabria e di tutta la Croazia. L'aeroporto venne costruito nel 1962 a Pleso, un sobborgo di Velika Gorica distante una decina di chilometri dalla stazione ferroviaria di Zagabria: nel corso degli anni è stato ampliato diverse volte. L'aeroporto ha la funzione di Hub and spoke per la Croatia Airlines ed è una delle basi più importanti per l'aviazione militare croata. Nel 2008 sono transitati 2 192 453 passeggeri.
Un secondo aeroporto si trova a Lučko, un quartiere di Novi Zagreb, con funzione sportiva e come base per le forze speciali di polizia. Un terzo aeroporto è situato a Velika Gorica con solo funzione sportiva.

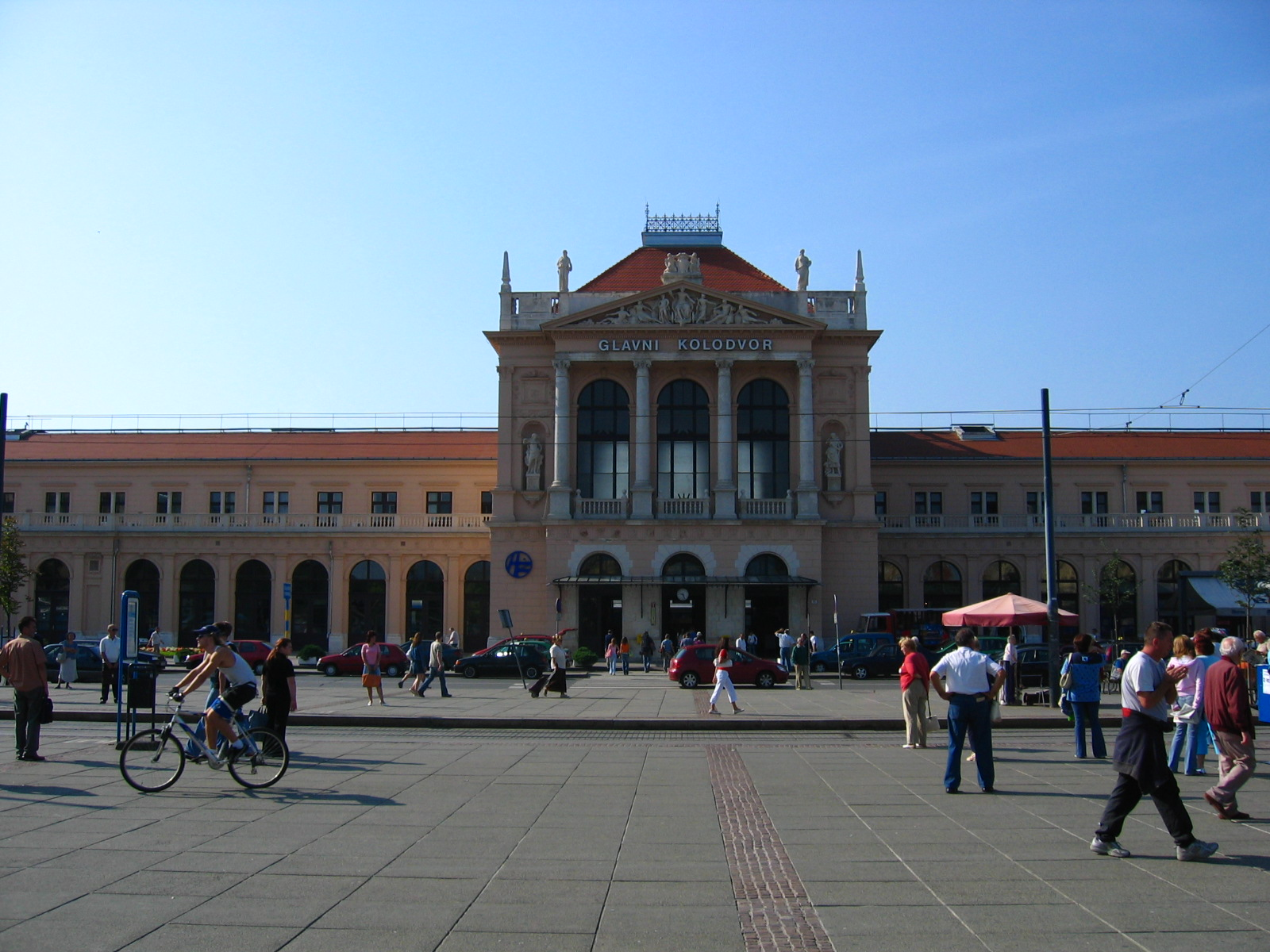
La stazione ferroviaria.

### Ferrovie
I lavori di costruzione della stazione di Zagabria (Glavni kolodvor) vennero completati nel 1892. Poco distante dal centro della città transitano i treni diretti verso il sud della penisola balcanica, verso le altre capitali della ex-Jugoslavia e verso alcune località costiere come Pola o Fiume.

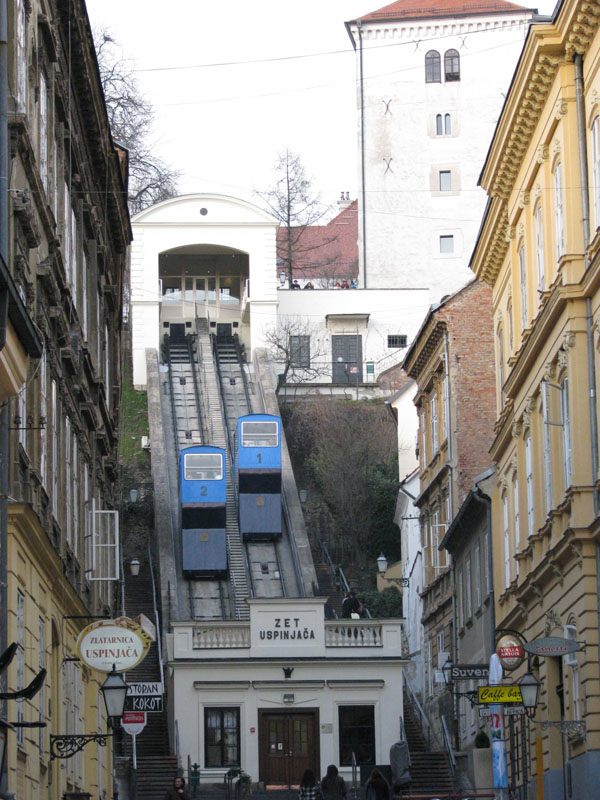
La funicolare di Zagabria.

### Funicolare
La funicolare di Zagabria collega via Ilica, situata in Donji Grad (città bassa), con Strossmayerovo šetalište in Gornji Grad (città alta). La funicolare venne costruita nel 1890 ed è in funzione dal 1893. Inizialmente si muoveva tramite il vapore, sistema che venne sostituito nel 1934 con l'elettricità. La distanza che percorre è di 66 metri con un'inclinazione del 52%, e questo la rende una delle più piccole e ripide funicolari al mondo. Dotata di due vagoni che possono trasportare ognuno 28 passeggeri, è una delle attrazioni turistiche di Zagabria.

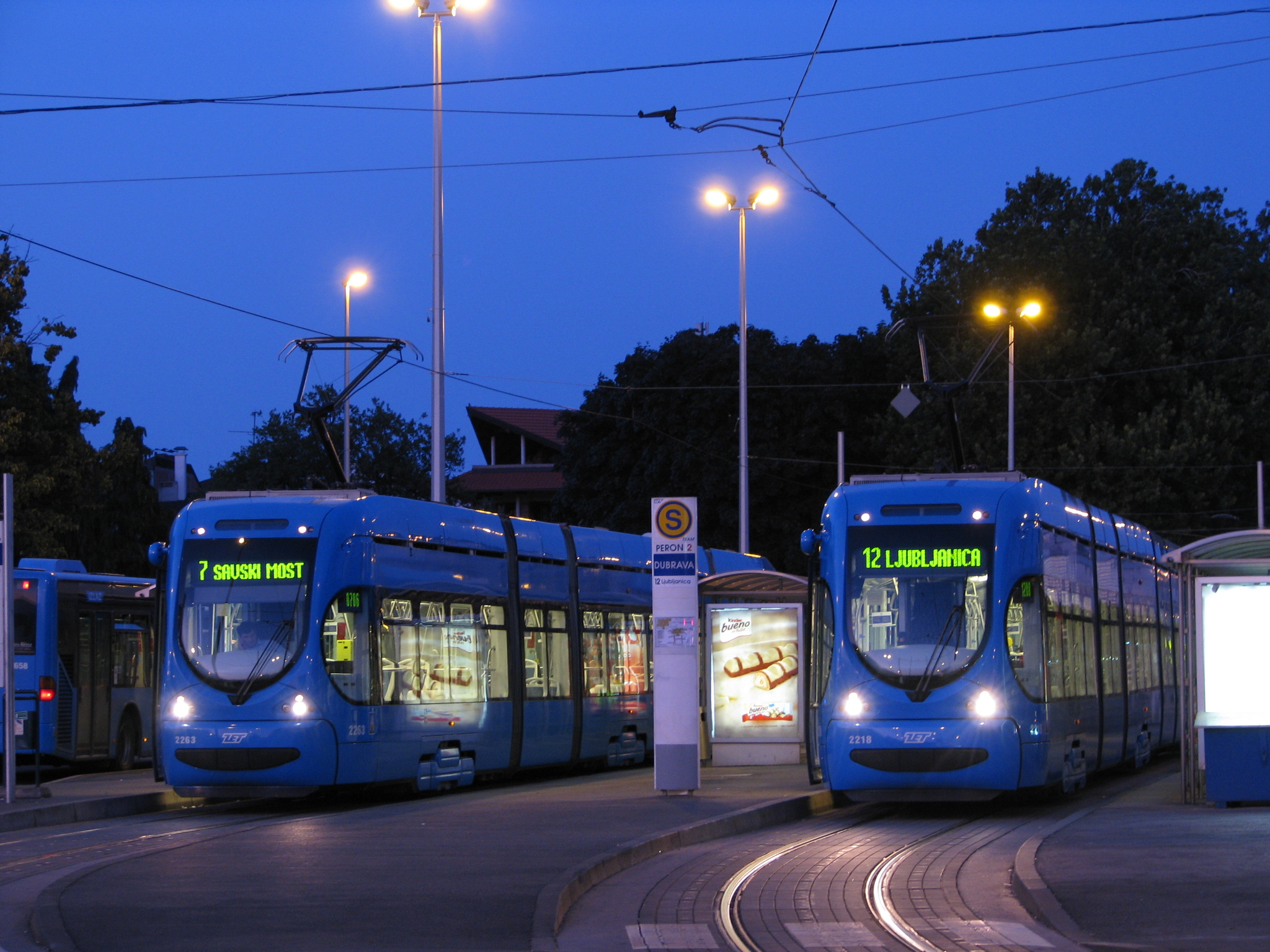
Tram a Zagabria.

### Tram e autobus
Zagabria è servita sia da tram che da autobus: i primi coprono la parte più interna della città, mentre i secondi servono tutta la parte restante di Zagabria.
I tram fecero la loro prima comparsa nel 1891 ed erano trainati da cavalli, i primi tram elettrici arrivarono infatti nel 1910. Le linee funzionanti sono 15 durante il giorno e 4 durante la notte. È stato avviato un progetto per modernizzare il sistema acquistando nuove vetture.

## Amministrazione

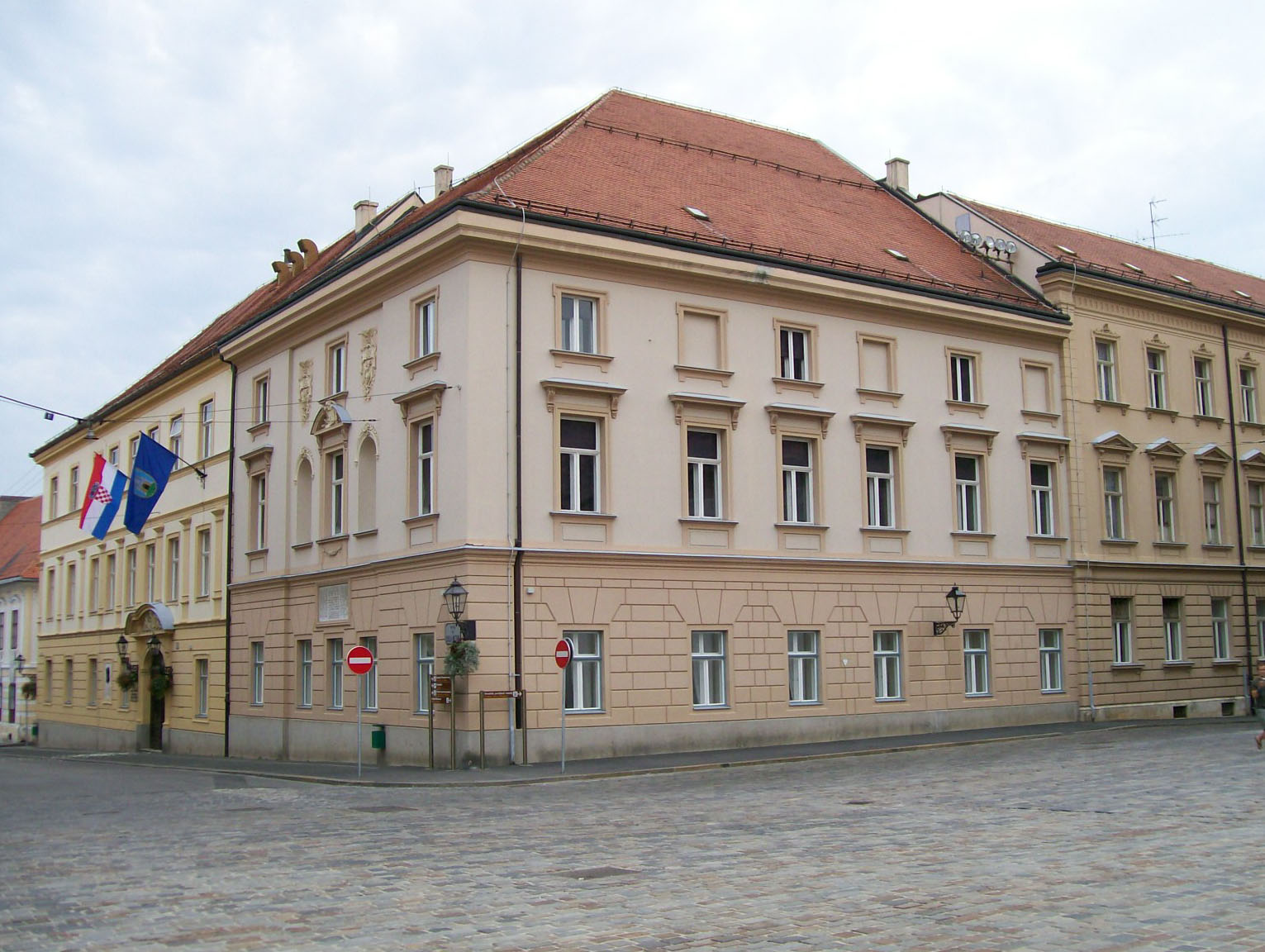
Il Palazzo municipale vecchio, sede dell'Assemblea della Città

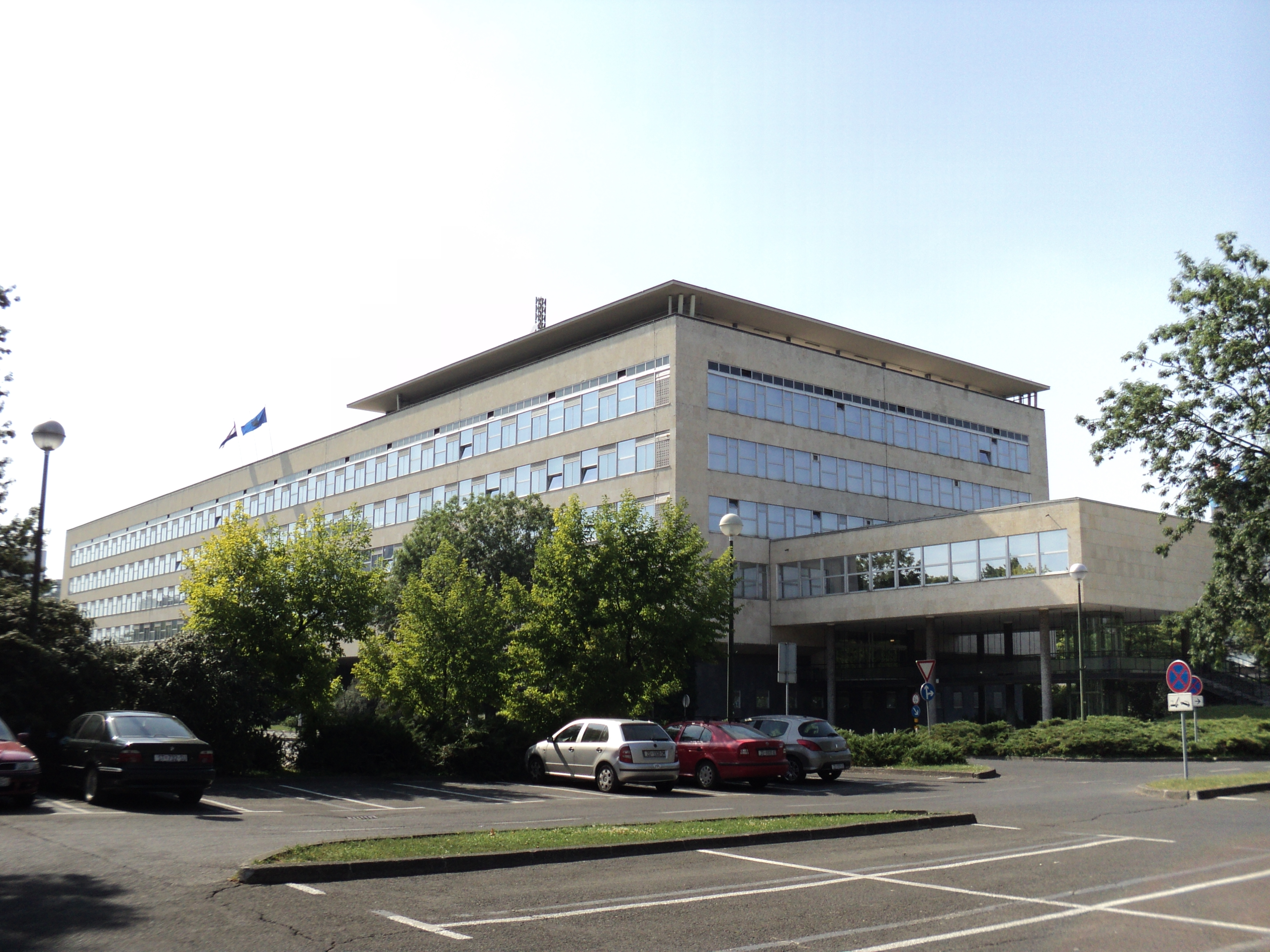
La Sede dell'Amministrazione cittadina

La Città di Zagabria costituisce una Regione ("la città a livello di regione"/ "la città con le autorità regionale").
Sono organi di governo della Città di Zagabria:
- l'Assemblea della Città e
- il sindaco

L'Assemblea della Città di Zagabria (Gradska skupština Grada Zagreba), come organo rappresentativo (assemblea cittadina), è formata da 51 membri (consiglieri) eletti mediante voto popolare ogni quattro anni a suffragio universale e diretto (da tutti i cittadini con più di 18 anni), utilizzando il sistema proporzionale (metodo d'Hondt, soglia di sbarramento: 5%). L’Assemblea ha un presidente e quattro vicepresidenti, eletti e destituiti tra i suoi membri. Dal 10 luglio 2017 presidente dell'Assemblea è Andrija Mikulić
(HDZ) e vicepresidenti sono Ana Stavljenić-Rukavina (BM 365), Jozo Milićević (NLZG), Rajko Ostojić (SDP) e Krešimir Kartelo (NHR)
A seguito delle elezioni tenutesi 21-05-2017, la ripartizione tra gruppi politici è la seguente (situazione: il 3 gennaio 2019):
| Partito                                                            | Seggi |
| ------------------------------------------------------------------ | ----- |
| Bandić Milan 365 - Partito del Lavoro e della Solidarietà (BM 365) | 11    |
| Unione Democratica Croata (HDZ)                                    | 7     |
| Partito Socialdemocratico di Croazia (SDP)                         | 5     |
| Esih - Hasanbegović: Indipendenti per la Croazia (NHR)             | 5     |
| Alleanza Civicoliberale (GLAS)                                     | 3     |
| Partito Social-Liberale Croato (HSLS)                              | 2     |
| Lista Indipendente Zagabria (NLZG)                                 | 1     |
| Partito Popolare Croato - Liberal Democratici (HNS)                | 1     |
| Partito Popolare - Riformisti (Reformisti)                         | 1     |
| Lista Verde (ZL)                                                   | 1     |
| Forza Croazia! - Alleanza Progressista (NHPS)                      | 1     |
| Nuova Sinistra (NL)                                                | 1     |
| Zagabria è Nostra!                                                 | 1     |
| Per la Città (ZG)                                                  | 1     |
| Fronte dei Lavoratori (RF)                                         | 1     |
| Indipendenti                                                       | 9     |

L'amministrazione è guidata dal sindaco di Zagabria (Gradonačelnik Grada Zagreba), eletto mediante voto popolare a suffragio universale e diretto (dai cittadini con più di 18 anni), utilizzando il sistema maggioritario con ballottaggio. Il sindaco è eletto contestualmente all'elezione dell'Assemblea della Città. Due vicesindaci (o sostituti, zamjenici gradonačelnika) sono anche eletti mediante voto popolare. Il referendum si può indire per destituire il sindaco ed i suoi sostituti nei casi e secondo le modalità previsti dalla legge: l'indizione del referendum per la destituzione può essere proposta dal 20% del numero complessivo degli elettori nella Città di Zagabria o dall'assemblea (a maggioranza di due terzi dei membri).
La delibera è emanata se al referendum la maggior parte degli elettori che hanno votato si è espressa a favore, a patto che questa maggioranza rappresenti almeno ⅓ del numero complessivo degli elettori iscritti nel registro degli elettori della Città di Zagabria. Il sindaco è rappresentante del Governo croato nel territorio della Città di Zagabria (non esiste l'Ufficio d'amministrazione statale come nelle altre regioni).
Tomislav Tomašević è il sindaco in carica.
Gli assessori, nominati dal sindaco, in base ad un concorso pubblico, gestiscono gli organi amministrativi (uffici e sezioni).
La Città di Zagabria è divisa in 17 quartieri o distretti cittadini (gradske četvrti simili alle circoscrizioni comunali italiani) con i consigli eletti.

### Gemellaggi
- Bologna, dal 1963
- Magonza, dal 1967
- San Pietroburgo, dal 1968
- Tromsø, dal 1971
- Varsavia, dal 2011
- Kyoto, dal 1972
- Cracovia, dal 1975
- Lisbona, dal 1977
- Pittsburgh, dal 1980
- Shanghai, dal 1980
- Budapest, dal 1994
- Vienna, dal 1994
- La Paz, dal 2000
- Sarajevo, dal 2001
- Lubiana, dal 2001
- Podgorica, dal 2006
- Ankara, dal 2008
- Londra, dal 2009
- Skopje, dal 2011
- Varsavia, dal 2011
- Pristina, dal 2012
- Astana, dal 2014
- Roma, dal 2014
- Vienna, dal 2014
- Petrinja, dal 2015
- Vukovar, dal 2016
- Xiangyang, dal 2017
- Cluj Napoca
- Tirana[17]

## Sport

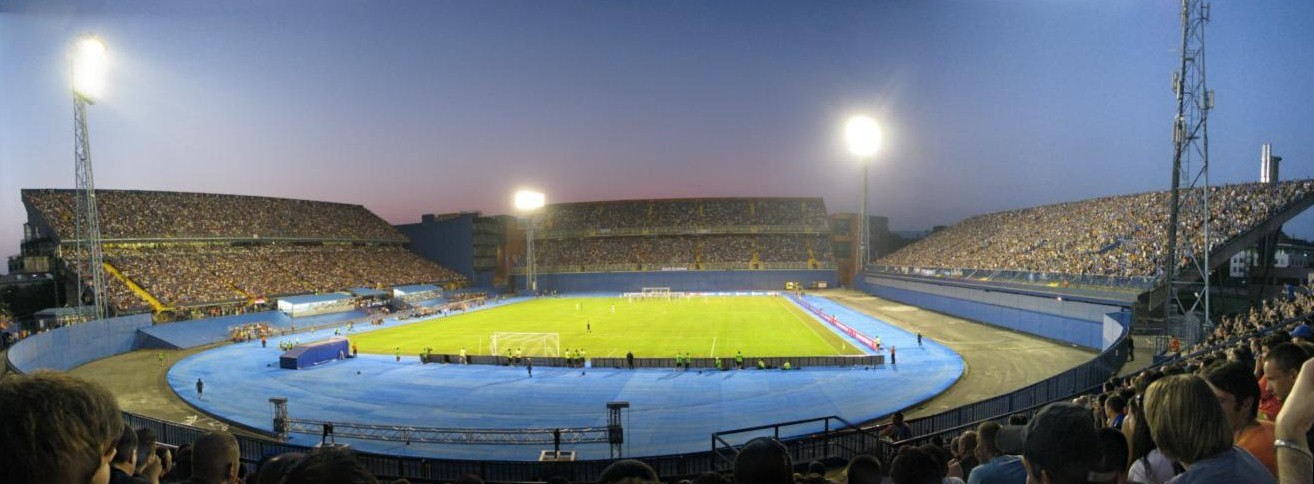
Lo "storico" stadio Maksimir.

Zagabria è la sede di molte squadre sportive alcune delle quali hanno ottenuto i più importanti successi nazionali ed internazionali. Zagabria organizza anche molti eventi sportivi ed è dotata di molti impianti, alcuni dei quali costruiti da poco.

### Club

#### Calcio

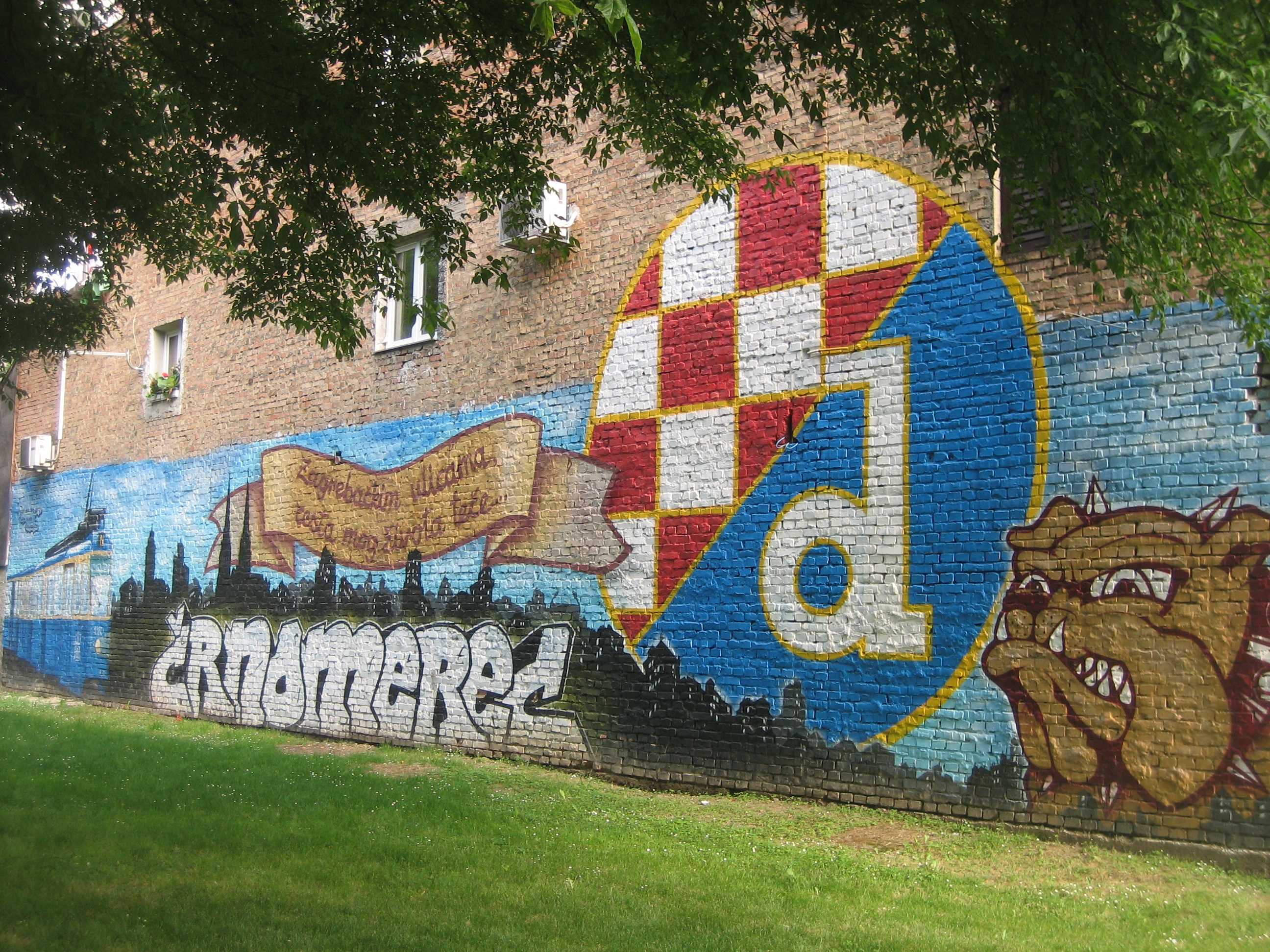
Murale dei tifosi della Dinamo sui muri di Zagabria

Il principale club calcistico è la Dinamo Zagabria, formazione di punta del campionato di calcio croato. Altri club nella massima serie sono il Nogometni klub Lokomotiva Zagreb e il NK Zagabria. Nelle serie minori ci sono poi: il NK Croatia Sesvete, NK Hrvatski dragovoljac Zagabria, HŠK Concordia Zagabria, 1. HŠK Građanski Zagabria, HAŠK Zagabria, NK Dubrava, NK HAŠK, NK Maksimir, NK Ponikve, NK Rudeš, NK Trešnjevka.

#### Pallacanestro
Nella pallacanestro il club più importante è il Cibona Zagabria, seguito a ruota dal Cedevita Zagabria, mentre club minori sono il Zagabria e lo Zrinjevac.

#### Pallanuoto
Il HAVK Mladost, con 13 coppe europee e 16 titoli nazionali complessivi, è uno dei club più titolati del mondo della pallanuoto.

#### Pallamano
Le squadre di pallamano sono il RK Medveščak e il RK Zagreb.

#### Pallavolo
L'HAOK Mladost è la squadra di pallavolo di Zagabria. Creato il 9 dicembre 1946 è il club che ha ottenuto più successi all'interno del campionato jugoslavo e dopo la dissoluzione della Jugoslavia è il club più competitivo della Croazia.

#### Hockey su ghiaccio
Il KHL Medveščak Zagreb è la squadra di hockey più titolata della Croazia. Ha militato in passato in alcuni importanti campionati europei, tra cui la Kontinental Hockey League e la Österreichische Eishockey-Liga.

#### Football americano
Zagabria è rappresentata da diverse società nel football americano; gli Zagreb Patriots e gli Zagreb Raiders hanno vinto una volta ciascuno la Croatian Football League, mentre gli Zagreb Thunder sono arrivati due volte in finale senza mai vincere il titolo.

### Eventi sportivi
Durante gli anni della Jugoslavia socialista, Zagabria è stata la città ospitante di diversi eventi sportivi alcuni dei quali molto importanti, in altre occasioni è stata la sede di alcune partite di tornei che si svolsero in diverse città della nazione. Gli europei di pallacanestro del 1989 e la XIV Universiade si svolsero a Zagabria, mentre gli europei di calcio 1976 videro la capitale croata ospitare la fase finale insieme a Belgrado. Dopo la scissione dalla Jugoslavia, Zagabria ospita ancora diversi eventi sportivi come: il Golden bear e il Golden Spin (pattinaggio su ghiaccio), il Meeting di Zagabria (atletica), il PBZ Zagreb Indoors (tennis), lo Snow Queen Trophy (sci) e nel 2009 sono state organizzate alcune partite dei mondiali di pallamano maschile.

### Impianti sportivi
Dei diversi impianti sportivi di Zagabria uno dei più famosi è lo stadio Maksimir, stadio storico della Dinamo Zagabria. Aperto nel 1912 è in grado di ospitare 40 000 persone. Lo stadio è tristemente famoso perché nel 1990 fu teatro di violenti scontri fra la tifoseria della Dinamo e quella della Stella Rossa.

Altri impianti sportivi "storici" sono la Dom Sportova e il palazzetto del Basket Dražen Petrović. La Dom Sportova venne costruita nel 1972, formata da sei arene è utilizzata per la pallacanestro, pallamano, pallavolo, hockey, ginnastica, tennis e concerti musicali. Il palazzetto del Basket Dražen Petrović venne costruito nel 1987 ed era conosciuto come Cibona Sports Center, nel 1993 venne intitolato a Dražen Petrović. Il palazzetto ha una capacità di 5 400 posti, ospita le partite del KK Cibona e viene utilizzato anche per concerti musicali.
L'Arena Zagreb è un impianto sportivo polivalente costruito a cavallo tra il 2007 e il 2008 per ospitare i mondiali di pallamano. La struttura può ospitare più di 22 000 persone e viene utilizzata per diverse competizioni sportive ma anche per concerti, congressi ed eventi.